# Lijst van gebeurtenissen tijdens de Tweede Wereldoorlog: 1943

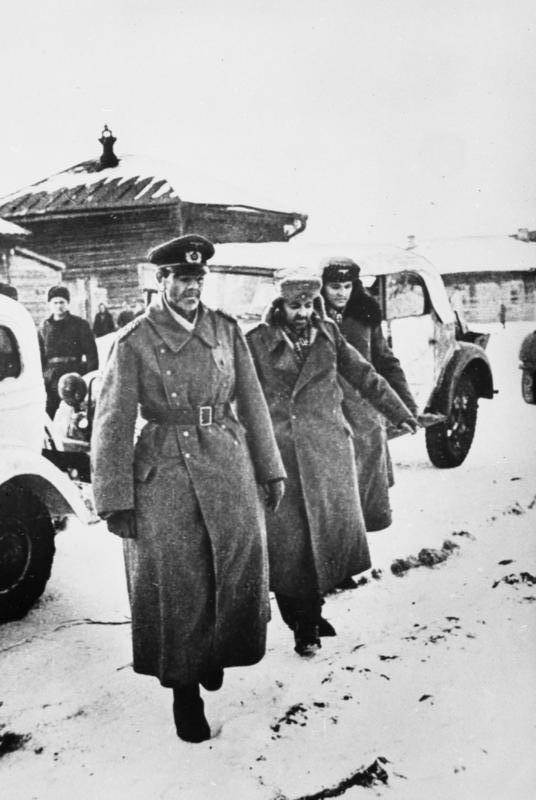
Generaal nVeldmaarschalk Friedrich Paulus geeft zich over te Stalingrad

Dit is een lijst van gebeurtenissen tijdens de Tweede Wereldoorlog tijdens het jaar 1943.
Opmerking: Bij het opzoeken van gebeurtenissen naar datum gebeurt het soms dat verschillende officiële bronnen elkaar qua datum tegenspreken. Vrijwel altijd zijn deze verschillen zeer klein, meestal één dag verschil. De oorzaak hiervan is te vinden in het feit dat bepaalde militaire acties tijdens de nacht starten en nog doorlopen in de vroege uren van de volgende dag. Ook gebeurt het dat een auteur de situatie beschrijft wanneer de actie volledig afgelopen is, met andere woorden de dag na de overgave, de dag na de vredesonderhandeling, enz. Ook zij opgemerkt dat het einde van een militair offensief of campagne niet steeds eenduidig te bepalen is. De bepaling van de datum is afhankelijk van de referentie die door de auteur werd gebruikt. Er is getracht in deze lijst zo veel mogelijk de exacte referentie van de datum aan te duiden via een omschrijving van wat er gebeurd is of bedoeld werd.

## Januari
1 januari
- Het Rode Leger lanceert een offensief naar de kust van de Zwarte Zee.
- Onder zware Russische druk beginnen de Duitsers aan de terugtocht in de Kaukasus, een dag eerder dan gepland. Ze trekken zich al vechtend terug richting Pjatigorsk.
- De Japanners besluiten Guadalcanal geleidelijk te ontruimen.

2 januari
- De Australiërs en Amerikanen veroveren Buna (Nieuw Guinea).

3 januari
- De Sovjets boeken grote terreinwinst in de Kaukasus.

4 januari
- Begin van Operatie Totilia, een Duitse poging de afgesneden troepen in Velikieje Loeki te ontzetten.

5 januari
- De Russen heroveren Naltsjik.

9 januari
- De in Stalingrad gelegerde Duitse divisies volgen het bevel van Hitler op en weigeren te capituleren.

10 januari
- De Russen vallen vanuit diverse richtingen aan om het Duitse gebied rond Stalingrad te verkleinen.
- Bij een geallieerd bombardement op het Hoogovens-complex in Velsen vallen tien doden.

12 januari
- Fezzan wordt door de Fransen veroverd.
- De Russen weten een corridor naar Leningrad te openen.

13 januari
- RAF-groep nr. 8 (Pathfinder) wordt hernoemd tot 8 (PFF) Group, waarbij hun hoofdkwartier verhuist naar Castle Hill House, Huntingdonshire.
- De laatste Duitse poging Velikieje Loeki te ontzetten mislukt. De Duitsers in de stad krijgen opdracht zich zelf naar buiten te vechten.

14 januari
- Begin van de Conferentie van Casablanca. Een geplande aanval in Tunesië richting Sfax wordt afgeblazen.
- De Duitse verdediging rond Stalingrad heeft alle centrale regeling verloren, en bestaat nog slechts uit zelfstandig opererende groepen.
- Japan begint Operatie Ke, de ontruiming van Guadalcanal.

15 januari
- Concentratiekamp Vught wordt in gebruik genomen.

16 januari
- Zware bombardementen op Berlijn.
- De laatste Duitse troepen in Velikieje Loeki geven zich over.
- Irak verklaart de Asmogendheden de oorlog.

17 januari
- Zware bombardementen op Berlijn.

18 januari
- De Duitsers in Tunesië gaan in de tegenaanval.
- De deportaties van Joden van het ghetto van Warschau naar vernietigingskamp Treblinka worden hervat.

19 januari
- De Sovjets nemen Valoejki en Oerazovo in.
- De Sovjets heroveren Tsjerkessk.
- De Japanners geven Sanananda (Nieuw-Guinea) op.

20 januari
- Chili breekt met de asmogendheden.
- De Sovjets winnen terrein over heel het front.
- Begin van Operatie Weiss, een grootschalig offensief van de asmogendheden tegen de partizanen in Joegoslavië.

21 januari
- De Russen nemen Vorosjilovsk in.

22 januari
- 1181 patiënten en 50 personeelsleden van de Joodse psychiatrische inrichting Het Apeldoornsche Bosch worden vanuit Apeldoorn naar Auschwitz gedeporteerd.

23 januari
- De Britten maken zich meester van Tripoli.
- Zeventien Nederlanders ter dood veroordeeld wegens het verspreiden van illegale lectuur.
- De Russen heroveren Armavir.

24 januari
- De Duitsers vernielen de haven van Marseille.
- De Duitse pers maakt voor het eerst melding van de aankomende nederlaag in de Slag om Stalingrad.
- Op de Conferentie van Casablanca wordt de Verklaring van Casablanca getekend: Niets anders dan onvoorwaardelijke overgave door de asmogendheden is een acceptabele uitkomst van de oorlog.

- Starobilsk valt in Russische handen.

26 januari
- Ook de Fransen bereiken Tripoli. Aldaar voegen ze zich bij het Britse achtste leger.
- Het Russische offensief tegen het Duitse leger in Stalingrad maakt contact met de verdedigers langs de Wolga, waarmee de resterende Duitse troepen in de stad dus in twee delen zijn gesplitst.
- De Russen nemen Voronezj in.

27 januari
- Eerste Amerikaanse luchtaanval op Duitsland. Wilhelmshaven wordt gebombardeerd.

28 januari
- Duitse troepen ontruimen de Kaukasus.
- Mobilisatie van alle Duitse mannen van 16 tot 65 jaar.

29 januari
- Het achtste leger bereikt de Tunesische grens.
- De Russen nemen Kropotkin in.

30 januari
- Op de herdenkingsdag van Hitlers machtsovername bombardeert de RAF Berlijn. Himmler en Göring moeten tijdens het gebeuren hun redevoeringen onderbreken en een schuilkelder in vluchten.
- De Russen nemen Tichoretsk in.
- In Tunesië vallen de Duitsers de Fransen aan bij de strategisch belangrijke Faid-pas.

31 januari
- Hitler bevordert Friedrich Paulus tot generaal-veldmaarschalk, omdat een generaal-veldmaarschalk zich nog nooit in de Duitse geschiedenis had overgegeven.
- Paulus geeft zich kort na zijn bevordering over aan het Rode Leger.
- Admiraal Karl Dönitz wordt bevorderd tot opperbevelhebber van de Duitse vloot.
- Adolf Hitler geeft na lang aandringen toestemming tot terugtrekking van de troepen uit Demjansk en Rzjev, twee kwetsbare en kostbare vooruitgeschoven posities.
- Een kleine Amerikaanse tankeenheid die is gestuurd om de Fransen bij de Faid-pas te ondersteunen wordt vernietigd. De pas valt in Duitse handen.
- De Amerikanen in Tunesië voeren een aanval uit op Maknassy. Hevige Duitse tegenstand belet hen de plaats in handen te krijgen.

## Februari
1 februari
- Sovjetoffensief bij de Zee van Azov en in Oekraïne.
- Anton Mussert vormt een collaboratiekabinet dat rijkscommissaris Arthur Seyss-Inquart zal bijstaan.
- De Japanners beginnen Operatie KE, de evacuatie van Guadalcanal.

2 februari
- Het zuidelijke deel van het ingesloten 6e Duitse Leger, bij Stalingrad, capituleert, daarmee is de slag om Stalingrad ten einde.
- Tripoli, tien dagen eerder door de Duitsers verlaten, wordt voor het eerst als aanvoerhaven voor de geallieerde troepen gebruikt.

3 februari
- De Russen heroveren Koepjansk.

4 februari
- De Russische Zwarte-Zeevloot maakt landingen nabij Novorossiejsk om de herovering van die stad te ondersteunen.

5 februari
- Mussolini wijzigt zijn regering, zijn schoonzoon Ciano treedt af als minister van Buitenlandse Zaken.
- Generaal Hendrik Seyffardt, de leider van het Vrijwilligerslegioen Nederland, wordt door een verzetsman neergeschoten.
- De Russen nemen Izium in.
- Russische troepen bereiken de Zee van Azov, en verbreken daarmee de communicatie tussen de Duitse troepen rond Novorossiejsk en Krasnodar en die rond Rostov.

6 februari
- Generaal Seyffardt overlijdt aan zijn verwondingen.
- Als vergelding voor de moord op Seyffardt, die zijn moordenaar identificeert als 'een student', worden 600 Nederlandse studenten als gijzelaars gevangen gezet in concentratiekamp Vught.
- De Duitsers geven Lysytsjansk op.
- De oprukkende Russen steken de Donets over bij Izjoem en bereiken Barvinkove.
- De Russen nemen Batajsk in.
- De Sovjets veroveren Jejsk.

7 februari
- Het Nederlandse verzet vermoordt Hermannus Reydon, de minister voor propaganda in het kabinet-Mussert, en zijn vrouw.
- De Russen veroveren Kramatorsk.
- De Sovjets nemen Azov in.
- Slowakije kondigt deportatie aan van de laatste 25000 Joden in het land.

8 februari
- De Sovjets veroveren Koersk.

9 februari
- De laatste Japanners verlaten Guadalcanal. Einde van de Slag om Guadalcanal.
- De Russen nemen Belgorod in.

10 februari
- Brandstichting in het Gewestelijk Arbeidsbureau te Amsterdam door Gerrit van der Veen.
- Deportatie van alle Joodse wezen.
- De asmogendheden nemen de berg Grmeč in, een in de afgelopen weken geïsoleerd bolwerk van de Joegoslavische partizanen.
- In hun opmars richting Charkov nemen de Russen Voltsjansk in.

12 februari
- De Russen nemen Krasnodar in.

14 februari
- De Sovjets heroveren Rostov en Vorosjilovgrad.
- Het Afrikakorps valt aan in Tunesië en maakt zich meester van Gafsa.

16 februari
- Het Rode Leger herovert Charkov.
- Instelling van de verplichte arbeidsdienst in Duitsland door Vichy-Frankrijk.
- Griekse guerrillastrijders doden 9 Italiaanse soldaten en een generaal nabij de Olympus. Als vergelding vermoorden de Italianen alle burgers die ze kunnen vinden in het nabijgelegen dorp Domeniko, naar schatting 160 personen.

17 februari
- Het Afrikakorps neemt Fériana in. Tunesië is weer vrijwel geheel in Italiaanse en Duitse handen.

18 februari
- Het Russische Zuidelijke Front, nabij Rostov, beëindigt zijn opmars en gaat over tot de verdediging.
- In Burma breken de Britten de spoorlijn tussen Mandalay en Myitkyina, waarmee deze onbruikbaar wordt voor de Japanners.
- In Shanghai vormen de Japanse bezetters een Joods getto. Alle Joden worden gedwongen hierheen te verhuizen, en hebben een speciale permissie nodig om het te verlaten.

19 februari
- De Sovjets bereiken Synelnykove, waarmee de spoorlijn tussen Dnepropetrovsk en Stalino voor de Duitsers wordt onderbroken.
- De Duitsers vallen Kasserine-pas tussen Tunesië en Algerije aan. Begin van de Slag op de Kasserine-pas.

20 februari
- Duitsers boeken vorderingen in Tunesië.

21 februari
- Herderlijke brief van de Nederlandse bisschoppen, die de Jodenvervolgingen en de deportatie van arbeiders naar Duitsland veroordeelt.
- De Duitsers nemen de Kasserine-pas in. De Amerikanen geven bereiden zich voor op overgave van Tébessa.
- De Amerikanen nemen de eilanden Mbanika en Pavuvu op de Salomonseilanden in.

22 februari
- Sophie en Hans Scholl en Christoph Probst van de verzetsbeweging Weiße Rose worden in München ter dood veroordeeld en nog dezelfde dag geëxecuteerd.
- Erwin Rommel geeft zijn aanval op en trekt zich terug door de recentelijk gewonnen Kasserine-pas.

25 februari
- Begin van Operatie Ochsenkopf, een Duitse aanval onder Hans-Jürgen von Arnim in Tunesië, gericht op Béja.

27 februari
- Een Noors commando legt de productie van zwaar water in de fabriek van Norsk Hydro lam.

28 februari
- De geallieerden voeren een grootschalig bombardement uit op Saint-Nazaire. Doel van de raid is de haven, die een belangrijke uitvalsbasis van onderzeeboten vormt, maar ook de rest van de stad wordt ernstig getroffen.

februari
- De OePA (het Oekraïens Opstandelingenleger), een nationalistische militaire groep in Oekraïne begint een etnische zuivering in Wolynië en oostelijk Galicië, waarbij grote hoeveelheden Polen vermoord worden om de regio zuiver Oekraïens te maken.

## Maart
1 maart
- Zware geallieerde luchtaanval op Berlijn.
- De Duitsers beginnen de terugtrekking uit het gebied rond Rzjev.
- Bloedbad van Koriukivka: In vergelding voor een actie van Partizanen de vorige maand wordt de volledige bevolking van het dorp Koriukivka in Oekraïne (circa 6700 personen) uitgemoord.
- De Wit-Russische Centrale Raad, een collaboratie-organisatie van Wit-Russische nationalisten, wordt officieel gevormd.

2 maart
- Amerikaanse vliegtuigen vallen een Japans troepenkonvooi aan in de Bismarckzee, onderweg naar Nieuw-Guinea. Begin van de Slag in de Bismarckzee.
- De Joegoslavische partizanen vernietigen alle bruggen over de Neretva. Dit lijkt aanvankelijk een actie om te voorkomen dat de Četniks vanuit het zuiden zich aansluiten bij de strijd tussen de Partizanen en de Duitsers en Italianen in het noorden. In werkelijkheid wordt op een goed verdedigbare plaats een tijdelijke brug gebouwd, zodat de Partizanen zelf naar het zuiden kunnen ontsnappen.

3 maart
- De Italiaanse troepen worden van het oostfront teruggeroepen.
- De Russen bevrijden Rzjev.

4 maart
- Einde van de Slag in de Bismarckzee. Het Japanse troepenkonvooi is grotendeels vernietigd. De Japanse pogingen de troepen op Nieuw-Guinea te ondersteunen worden grotendeels gestaakt.
- De Britten geven Sedjenane (Tunesië) op en trekken zich terug naar Djebel Abiod.

5 maart
- De geallieerden beginnen een bombardementsoffensief op het Ruhrgebied met een grootschalig bombardement op Essen. Het bombardement eist 400 tot 500 slachtoffers.

6 maart
- Slag bij Medenine (Operatie Capri): De Italianen en Duitsers onder Giovanni Messe en Erwin Rommel vallen de Britten onder Bernard Montgomery aan in zuid-Tunesië bij Médenine. Ze worden volledig verslagen, en de aanval wordt afgeblazen met een groot verlies aan tanks.
- De Duitsers starten een aanval met de bedoeling Charkov te heroveren.
- De Russen bevrijden Gzjatsk.
- In Griekenland vindt een grootschalige en succesvolle staking plaats in protest tegen de gedwongen arbeidsinzet in Duitsland.
- De Joegoslavische partizanen voltooien hun brug over de Neretva, en in 2 dagen trekt het grootste deel van hun leger over de rivier, weg van de Duits-Italiaanse aanval.

7 maart
- De Russen bereiken de Desna en de stad Novgorod-Siverski.
- Griekse verzetsstrijders verslaan de Italianen in de Slag bij Fardykambos (4-7 maart).

9 maart
- Duitse tegenaanval en het Rode Leger moet zich terugtrekken naar de Donets.
- Erwin Rommel verlaat Noord-Afrika.
- Operatie Creek gaat van start, en wordt die zelfde nacht succesvol afgerond.

10 maart
- Overwinning van de Vrije Fransen te Ksar Ghilane, in Tunesië.
- De Russen bevrijden Bely.

11 maart
- Instelling van de Nederlandse Landwacht, later Landstorm genoemd.
- De Duitsers onder Paul Hausser, na eerst een gedeeltelijke omsingeling van de stad te hebben gemaakt, trekken Charkov binnen.
- De Russen heroveren Vjazma.
- Het grootste deel van de Joden uit het door Bulgarije bezette Macedonië en Thracië worden opgepakt om naar Treblinka te worden getransporteerd.

12 maart
- Griekse verzetsstrijders bevrijden Karditsa.

13 maart
- Publicatie van de loyaliteitsverklaring, welke van de Nederlandse studenten geëist gaat worden.
- De liquidatie van het Getto van Krakau begint. Duizenden Joden worden vermoord of op transport naar Auschwitz gestuurd. Oskar Schindler, eigenaar van een fabriek waar de inwoners van het getto dwangarbeid verrichten, zorgt dat zijn medewerkers als 'noodzakelijke arbeidskrachten' van transport worden vrijgesteld, en zal zich in het vervolg voor redding van Joden inzetten.
- Een groep legerofficieren onder Henning von Tresckow pleegt een aanslag op Adolf Hitler. Ze plaatsen een tijdbom op Hitlers vliegtuig, maar deze gaat niet af.

15 maart
- Pavel Rybalko geeft de Russische troepen in Charkov de opdracht uit te breken en de stad op te geven. De Duitsers nemen de stad in.

16 maart
- Een groot aantal bedrijven in Nederland wordt door de Duitsers gesloten.
- De Amerikanen onder George Patton vallen aan in Tunesië, voornamelijk om de aankomende aanval van Bernard Montgomery te ondersteunen.

17 maart
- Het parlement van Bulgarije weigert de eigen Joden te laten deporteren naar de nazi-vernietigingskampen.

18 maart
- De geallieerden bevrijden Gafsa.
- Frans-Guyana sluit zich aan bij Vrij Frankrijk.
- De Duitsers beëindigen hun offensief rond Charkiv met een gemakkelijke inname van Belgorod.

20 maart
- De Russen geven hun offensief om Staraja Roessa in te nemen op en nemen verdedigende posities in.
- De Britten onder Bernard Montgomery openen de aanval op de Marethlinie in Zuid-Tunesië.

21 maart
- Rudolf-Christoph von Gersdorff tracht een zelfmoordaanslag op Adolf Hitler te plegen. Hitler vertrekt echter alweer voordat zijn bom afgaat.

24 maart
- Artsenstaking in Nederland.

25 maart
- Griekse verzetsstrijders nemen Grevena in.

27 maart
- De geallieerden doorbreken de Marethlinie in Zuid-Tunesië. De Italianen en Duitsers trekken zich terug naar Wadi Akarit.
- Grote aanval van de RAF op Berlijn.
- De Persoonsbewijzencentrale (PBC) van Gerrit van der Veen overvalt met succes het Bevolkingsregister van Amsterdam en sticht daar brand.
- Slag bij de Komandorski-eilanden: Een zeeslag tussen Japanners en Amerikanen in de Beringzee. Beide zijden lijden verliezen, maar de Japanse poging voorraden naar de Aleoeten te brengen wordt afgeblazen.

31 maart
- Rotterdam weer hevig gebombardeerd door de Amerikanen. Er vallen 401 doden.

## April
1 april
- Arrestatie van vooraanstaande Nederlandse politici (Nationaal Comité van Verzet) als gevolg van verraad van Anton van der Waals.
- De geallieerden zetten hun opmars in Tunesië voort.

2 april
- De Russische aanvallen rond Leningrad worden beëindigd.

4 april
- Russische aanval bij Krymskaja. Begin van de Slag bij Krymskaya. De aanval op deze dag mislukt.

5 april
- Amerikaanse vliegtuigen bombarderen de Erla-fabriek in Mortsel. De meeste bommen misten hun doelwit en vielen op de gemeente Oude God. 936 mensen kwamen om. Zie Bombardement op Mortsel.

6 april
- De geallieerden gaan opnieuw in de aanval in Tunesië. De Italianen trekken zich ver noordwaarts terug.
- Een tweede Russische aanval bij Krymskaya faalt, en verdere aanvallen worden uitgesteld voor hergroepering.

7 april
- Contact van het Britse achtste leger en het Amerikaanse eerste leger in Tunesië.
- Adolf Hitler en Benito Mussolini ontmoeten elkaar in Salzburg.
- De Japanners voeren een grootschalige luchtaanval uit op Guadalcanal.

10 april
- De geallieerden bevrijden Sfax.

11 april
- Chełmno, het oudste vernietigingskamp, wordt gesloten.

12 april
- Sousse valt in geallieerde handen.

13 april
- De Duitsers maken de ontdekking bekend van massagraven met daarin ongeveer 3 000 lijken met Poolse identiteitspapieren in het Russische Katyn. Zie Bloedbad van Katyn.

15 april
- Bij een RAF-bombardement op Stuttgart komen 619 personen om, waaronder 400 Franse en Russische krijgsgevangenen.

16 april
- De Sovjets trekken over de Koeban.
- De geallieerden nemen Kairouan in.
- Zware bombardementen door de Luftwaffe voorkomen dat de Russen Krymskaya innemen, en dwingen ze in plaats daarvan opnieuw terug trekken.
- De Japanners verzamelen troepen voor een offensief in Hubei.

17 april
- De Poolse regering in ballingschap verzoekt om een onafhankelijk onderzoek naar het bloedbad van Katyn door het Rode Kruis. De Sovjet-Unie weigert, en verbreekt de banden met de regering in ballingschap.
- Bij een grootschalig bombardement op een Skoda wapenfabriek in Plzen wordt de fabriek gemist, maar een groot aantal burgerslachtoffers komen om.

18 april
- De Japanse admiraal Isoroku Yamamoto sneuvelt als zijn vliegtuig wordt neergehaald door Amerikaanse vliegtuigen.
- Palmzondagbloedbad: Van een groep van 100 Duitse en Italiaanse transportvliegtuigen die vanuit Sicilië met voorraden naar Tunesië vliegen, wordt de helft door de geallieerden neergeschoten. De volgende dagen verliezen de Asmogendheden nog meer vliegtuigen.

19 april
- Opstand in het getto van Warschau, die eerst op 16 mei neergeslagen wordt.
- Diverse leden van de verzetsgroep Weiße Rose worden ter dood veroordeeld voor het verspreiden van anti-nazistische propaganda.
- Twintigste treinkonvooi: De Belgische verzetsstrijders Robert Maistriau, Jean Franklemon en Youra Livchitz verstoren bij Brussel een trein met Joden op transport van Mechelen naar het oosten te verstoren. Ze helpen meer dan 200 Joden uit de trein te ontsnappen.

20 april
- Op de verjaardag van Adolf Hitler bombardeert RAF Berlijn en diverse andere Duitse steden. Een groot deel van het centrum Stettin wordt vernietigd.

21 april
- Als antwoord op de bombardementen van de vorige dag voeren de Duitsers een bombardement uit op Aberdeen waarbij een groot deel van het stadscentrum vernietigd wordt.

22 april
- De Japanners waarschuwen de geallieerden dat ze alle luchtmachtpiloten die in hun handen vallen zullen doden.

26 april
- De diplomatieke betrekkingen tussen de Sovjet-Unie en de Poolse regering te Londen worden verbroken wegens het verzoek der Polen aan het Internationale Rode Kruis een onderzoek naar ‘de moord van Katyn’ in te stellen.
- De RAF bombardeert Duisburg.

27 april
- Heinrich Himmler geeft opdracht aan de concentratiekampen om iedereen die maar enigszins in staat is te werken niet direct te vermoorden, ook als ze verzwakt of mentaal gehandicapt zijn, maar tot hun dood aan het werk te zetten. Er worden meer dokters naar de kampen gezonden om de gevangenen langer in leven te houden.

29 april
- Op last van Hitler beveelt generaal Friedrich Christiansen het opnieuw in krijgsgevangenschap wegvoeren van de leden van het voormalige Nederlandse leger, zodat ze kunnen worden ingezet in de Arbeitseinsatz. Gevolg zijn stakingen in heel Nederland; arbeiders en industriëlen weigeren te werken. Ongeveer tweehonderd executies.
- In Algiers bespreken de Britse en Amerikaanse militaire leiders de aanstaande landing op Sicilië.

30 april
- Operatie Mincemeat: Aan de kust van Spanje spoelt een lijk aan met bewust misleidende informatie over de aankomende geallieerde invasie, die de Duitsers moet overtuigen dat deze op Griekenland en Sardinië, en niet op Sicilië is gericht.
- De Britten spelen via Enigma onderschepte berichten door aan de Sovjet-Unie die aangeven dat de Duitsers van plan zijn een aanval vanuit drie richtingen uit te voeren in de omgeving van Koersk.

## Mei
1 mei
- Politiestandrecht in Nederland afgekondigd, eerst in enkele provincies, daarna landelijk. Iedereen moet om 20u00 binnen zijn.
- De Russen beginnen een nieuwe aanval bij Krymsk.

3 mei
- Een Duits offensief bij de Koeban loopt op een mislukking uit.
- Hard optreden van de nazi-autoriteiten, inclusief standrechtelijke executies, beëindigt de massale stakingen in Nederland.
- De Amerikanen nemen Mateur in.
- De Duitse aanval rond Koersk wordt uitgesteld tot 11 juni.

4 mei
- De Duitsers geven Krymsk op aan de Russen, om te voorkomen in de stad omsingeld te raken.

5 mei
- Nederlandse studenten moeten zich melden. Ongeveer 3 000 studenten worden naar Duitsland gedeporteerd.
- De Japanners vallen aan in China, hopende de Jangtsekiang tussen Wuhan en Yichang onder controle te krijgen, zodat de rivier als aanvoerroute naar Yichang dienst kan doen.

6 mei
- Nederlandse mannen tussen de 18 en 35 jaar moeten zich melden bij de arbeidsbureaus.
- Geallieerde aanvallen op Tunis en Bizerte beginnen.

7 mei
- Bevrijding van Tunis en Bizerte. Het schiereiland van Kaap Bon is het enige gebied in Noord-Afrika dat nog in handen van de Asmogendheden is.
- De Japanners nemen Anxian in.
- Buthidaung (Birma) valt in Japanse handen.

9 mei
- De Amerikanen snijden de laatste weg tussen Tunis en Bizerte af, hun laatste militaire actie in Tunesië.

11 mei
- Amerikaanse landingstroepen landen op Attu.

12 mei
- Begin van de Derde Conferentie van Washington, met 1600 ton bommen is het het zwaarste bombardement ooit. 273 mensen komen om en 96000 raken dakloos.

13 mei
- Op alle radiotoestellen in Nederland wordt beslag gelegd.
- De laatste troepen van de asmogendheden geven zich over in Tunesië. De Noord-Afrikaanse Veldtocht en de oorlog in Afrika zijn beëindigd.

14 mei
- De Japanners nemen Maungdaw (Birma) in.

15 mei
- Vorming van een Conseil National de la Résistance (CNR) in Frankrijk.
- In Moskou wordt de Komintern ontbonden.
- Begin van Fall Schwarz, het tweede offensief van de Duitsers en Italianen tegen de Joegoslavische partizanen.

16 mei
- De RAF bombardeert de Möhne- en Ederstuwdammen in het Ruhrgebied. Het gevolg zijn grote overstromingen.
- Einde van de Opstand in het getto van Warschau. Jürgen Stroop laat de Grote Synagoge opblazen.

17 mei
- Amerikaanse landing op Attu bij de Aleoeten.
- Joseph Goebbels verklaart Berlijn Judenfrei, hoewel nog 3000 Joden met Duitse echtgenoten of op hun werk onvervangbaar zijn in de stad zijn overgebleven.
- De Britten en Amerikanen komen overeen alle informatie over codes en codeberichten van de Asmogendheden volledig met elkaar te delen. Vanaf deze datum werken Britse en Amerikaanse cryptografen nauw samen.

20 mei
- Ook de Joden in Amsterdam moeten zich melden voor deportatie naar Westerbork.
- Zes Nederlanders worden gefusilleerd wegens sabotage.

21 mei
- De Bulgaarse regering geeft opdracht alle Joden in Sofia te deporteren naar concentratiekampen op het Bulgaarse platteland. Na protesten vanuit de bevolking weigert tsaar Boris III echter verdere deportatie naar vernietigingskampen in het bezette Polen.
- Een bombardement op Wuppertal veroorzaakt grootschalige branden, met 5000 doden tot gevolg.

23 mei
- Zwaar geallieerd bombardement op Dortmund.

24 mei
- Karl Dönitz trekt zijn vloot van U-boten terug uit het noordelijk deel van de Atlantische Oceaan. De Slag om de Atlantische Oceaan is voor de Duitsers verloren. Dit is echter niet het einde van de U-bootoorlog. Een jaar later (mei 1944) zal de eerste U-boot met een Schnorkelvoorziening in dienst treden.
- Josef Mengele komt aan op kamp Auschwitz.

26 mei
- Razzia's in Amsterdam. Er worden ca. drieduizend Joden opgepakt.
- Franklin Delano Roosevelt geeft toe aan het verzoek van Winston Churchill informatie over de atoombom uit te wisselen.
- In Peenemünde worden testen uitgevoerd met de V1 en V2.

27 mei
- De Japanners, die nu de volledige Yangtze tussen Yichang en Wuhan in bezit hebben, zetten hun aanval in Hubei voort, en richten zich nu op het fort Shipai ten westen van Yichang.
- Einde van de Trident-conferentie in Washington, waarin de Verenigde Staten en het Verenigd Koninkrijk hun plannen voor de langere termijn bespreken.
- In de Galerie nationale du Jeu de Paume in Parijs wordt 'Entartete Kunst' van diverse avant-garde kunstenaars verbrand.
- Het Conseil national de la Résistance, een overkoepelend orgaan van het Franse verzet, komt in Parijs voor het eerst bijeen.

29 mei
- Bij een geallieerd bombardement op Wuppertal komen 3400 mensen om, gedeeltelijk door veroorzaakte branden.

30 mei
- De Japanners op Attu capituleren.
- Charles de Gaulle komt in Algiers aan.
- De Chinezen onder Chen Cheng gaan in de tegenaanval in Hubei. De Japanse aanval op Shipai wordt afgeslagen.

## Juni
3 juni
- In Algiers wordt het Comité français de Libération Nationale opgericht. Charles de Gaulle en Henri Giraud zijn de leiders.

4 juni
- Op de luchtlijn Lissabon-Londen wordt een KLM-vliegtuig neergeschoten. De bemanning en passagiers komen allen om het leven. De Duitsers dachten dat Winston Churchill zich in het toestel bevond.
- Jozef Stalin hoort dat de geallieerde invasie in Frankrijk over Het Kanaal niet in september-oktober 1943 maar pas in mei 1944 zal plaatsvinden.

10 juni
- De Indiase nationalist Subhas Bose ontmoet de Japanse premier Hideki Tojo. Hij stelt voor een Indisch nationaal leger in ballingschap te formeren, dat met aanvallen op de Britten in India mogelijk een opstand in Brits India kan bewerkstelligen. Enkele dagen later stemt Tojo in met dit plan.

11 juni
- De geallieerden nemen de eilanden Pantelleria in.
- De Chinezen hebben al het in de afgelopen ruim 1 maand verloren gebied in Hubei en Hunan terugveroverd.
- Grootschalig bombardement op Düsseldorf. Bijna 1300 personen komen om, en 140.000 raken dakloos.

12 juni
- Lampedusa wordt door de geallieerden ingenomen.

18 juni
- De geallieerden bombarderen Messina en Napels in voorbereiding op de invasie op Sicilië.

20 juni
- Opnieuw razzia's in Amsterdam. Dit keer worden er 5700 Joden opgepakt.
- Begin van Operatie Bellicose: Bommenwerpers vanuit Engeland bombarderen Friedrichshafen, vliegen door naar Algerije en bombarderen La Spezia op de terugvlucht van Algerije naar Engeland.

21 juni
- Bij een grootschalig bombardement op Krefeld wordt bijna de helft van de gebouwen van de stad vernield.
- Bombardement op Napels.
- In de Loire onderscheppen de Duitsers een groep Canadese geheim agenten, en verkrijgen daarmee informatie die hen in staat stelt het Franse verzet grotendeels op te rollen.

22 juni
- De geallieerden bombarderen Müllheim.

23 juni
- De verzetsgroep van Johannes Post overvalt vier kantoren op één dag (Nieuweroord, Oosterhesselen, Sleen en Zweeloo).

24 juni
- Rickard Ruoff wordt vervangen door Erwin Jaenecke als leider van het Duitse 17e Leger, dat de Koeban verdedigt.
- Wuppertal, een maand eerder ook al toneel van een grootschalig bombardement, wordt vrijwel geheel verwoest.

25 juni
- Groot bombardement op Messina.

26 juni
- Arrestatie van honderden Nederlandse artsen.
- Generaal-Kommisar Fritz Schmidt gedood bij een val uit een Franse trein.

28 juni
- Keulen wordt gebombardeerd door ruim 600 vliegtuigen in het meest verwoestende en dodelijkste bombardement in de oorlog tot nog toe. Meer dan 4300 mensen komen om, 10.000 raken gewond en 230.000 worden dakloos.

29 juni
- Amerikaanse landing op het Australische deel van Nieuw-Guinea.

30 juni
- De geallieerden landen op diverse plaatsen in New Georgia. Dit is het begin van Operatie Cartwheel, een operatie om in fasen de Salomonseilanden in te nemen.

31 juni
- Heinrich Himmler beveelt dat de bevolking alle overblijvende Joodse getto's naar concentratiekampen of vernietigingskampen dient te worden gedeporteerd.

zonder datum
- De hongersnood in Bengalen bereikt rampzalige proporties. De Britse reactie maakt de situatie enkel erger: Om Calcutta te kunnen voeden, wordt voedsel geconfisqueerd in het platteland, hoewel de situatie daar feitelijk erger is.

## Juli
4 juli

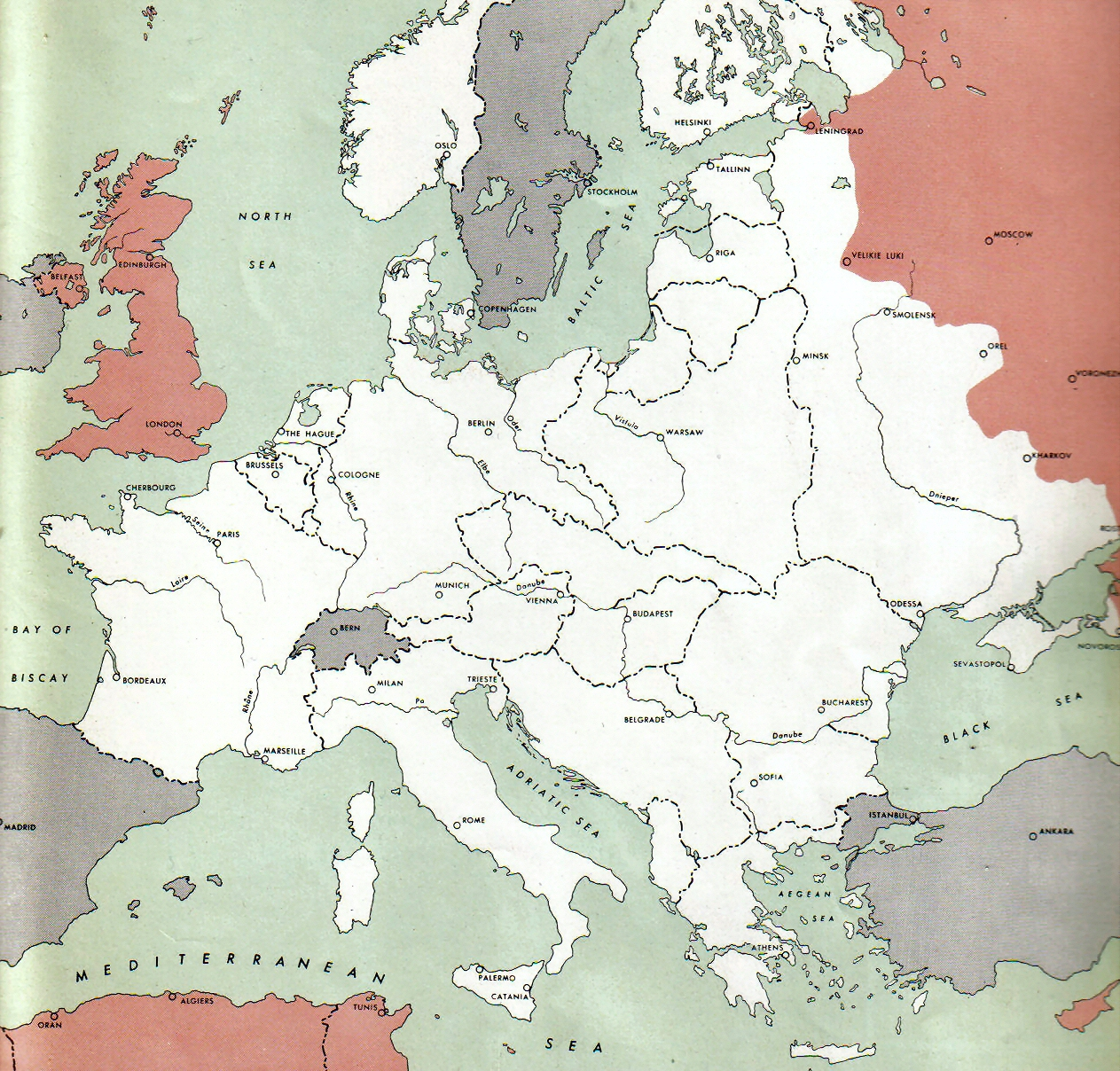
Europa 1 juli 1943

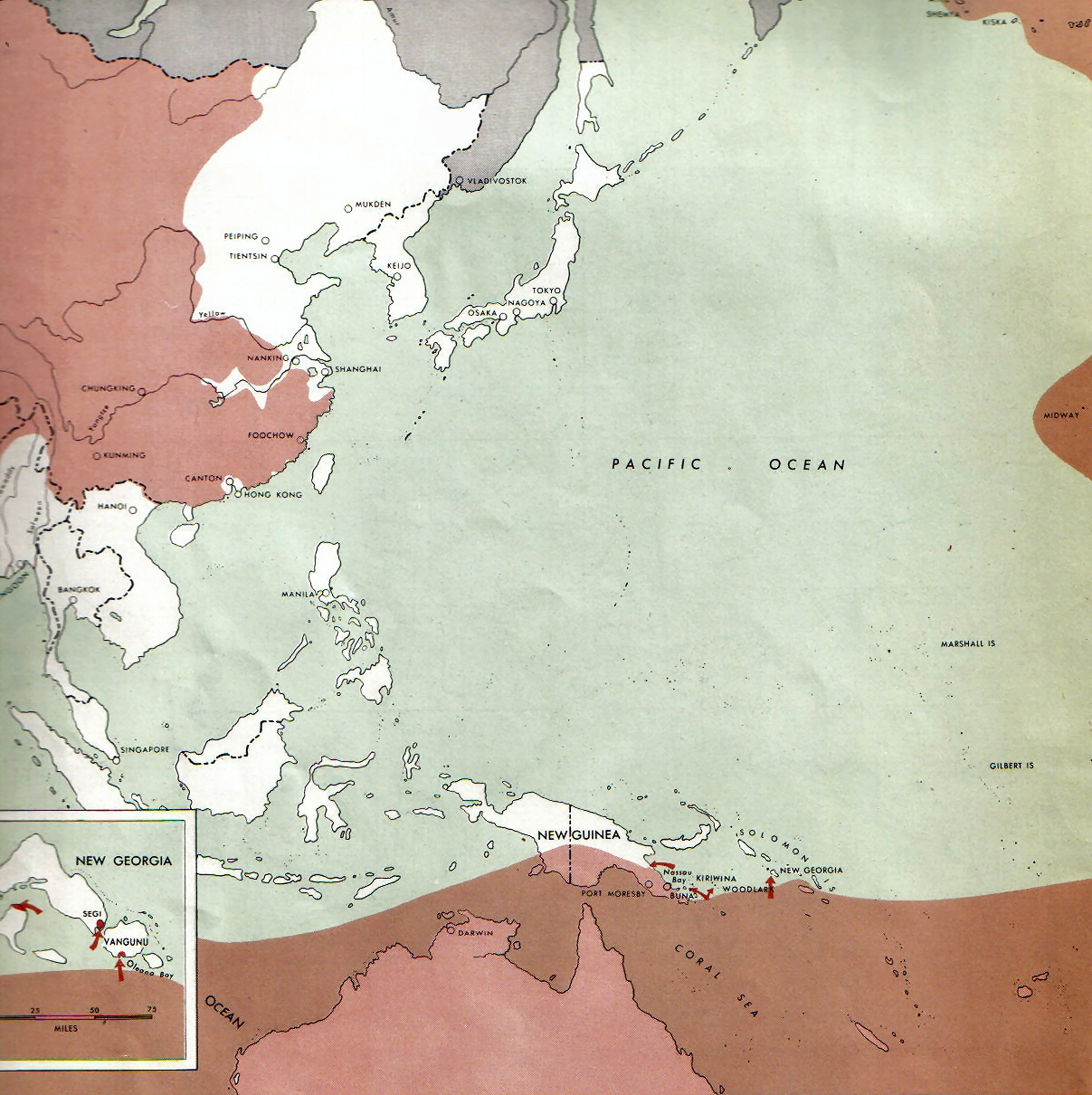
Zuidoost-Azië 1 juli 1943

- Władysław Sikorski, de Poolse premier in ballingschap, komt om in een vliegtuigongeluk in Gibraltar. Stanisław Mikołajczyk volgt hem op.

4-5 juli
- Britse speciale troepen en Griekse verzetsstrijders saboterene diverse vliegvelden op Kreta.

5 juli
- Operatie Citadel, het Duitse zomeroffensief bij Koersk, gaat van start. Begin van de Slag om Koersk. De eerste dag boeken de Duitsers grote vooruitgang, vooral in het zuiden.
- De Griekse verzetsbewegingen verenigen zich.

6 juli
- Op de tweede dag van Operatie Citadel vertraagt de Duitse opmars nu ze bij de belangrijkste Russische verdedigingswerken komen.

8 juli
- Een Britse vloot vaart door de wateren van Noorwegen om de aandacht af te leiden van Operatie Husky, de landing op Sicilië.

9 juli
- De Duitse opmars aan de noordkant van de Slag om Koersk komt tot stilstand. De Duitsers slagen er niet in Olkhovatka in te nemen.

10 juli
- Amerikaanse en Britse troepen landen op Sicilië.
- Al op de eerste dag van de landing worden Licata, Gela, Scoglitti, Vittori en zelfs Syracuse ingenomen.
- Heinrich Himmler beveelt dat gebieden in bezet Wit-Rusland en Oekraïne waar Partizanen actief zijn, volledig ontvolkt dienen te worden.

11 juli
- Palazzolo Acreide valt in Britse handen.
- De Duitsers vallen op meerdere punten aan in het zuidelijke deel van de Slag om Koersk. Doel is de plaats Prokhorovka.

12 juli
- Het Rode Leger lanceert een tegenoffensief in de richting van Orjol.
- Slag bij Prochorovka: Grote tankslag als onderdeel van de Slag om Koersk. De Russen boeken grote verliezen, maar de Duitse opmars wordt tot staan gebracht.
- De Britten veroveren Lentini.
- De Oekraïens-nationalistische UPA richten een slachting aan onder de Polen in vele dorpen in Wolynië.

13 juli
- De Franse Antillen stellen zich achter het Comité français de Libération Nationale.
- De Britten nemen Augusta in.
- Begin van Operatie Hermann in het Nalibokiwoud (westelijk Wit-Rusland). 60 dorpen worden verwoest, en de bevolking gedeporteerd of vermoord.

14 juli
- Niscemi en Vizzini vallen in geallieerde handen.
- Bloedbad van Biscari: Amerikaanse troepen doden ruim 70 ongewapende Italiaanse krijgsgevangenen na inname van een klein vliegveld nabij de Siciliaanse plaats Biscari.

16 juli
- Johannes Post en Celina Kuijper worden op 16 juli 1943 gearresteerd in pension 'De Roo' in Ugchelen door de SD'ers Lamberts en Doppenberg. Johannes Post wordt later bevrijd maar overleeft de oorlog niet. Celina Kuijper is niet meer vrij gekomen.
- De geallieerden nemen Caltagirone in.
- Begin van de vierde Russische poging de Koeban-regio te bevrijden. Een serie van dagelijkse aanvallen levert verwaarloosbare terreinwinst op.

17 juli
- Amerikaanse luchtaanval op de Fokkerfabriek. Door misworp komen de bommen echter in Amsterdam-Noord in de omgeving van de Bloemenbuurt terecht waar een enorme verwoesting wordt aangericht. Het dodental ligt op 185 en er worden 120 gewonden geteld.
- De Russen starten een nieuwe aanval in Oekraïne.

19 juli
- Geallieerde luchtaanval op Rome.

20 juli
- Geallieerde zege in Agrigento

23 juli
- De Amerikanen veroveren Palermo.
- Het Duitse zomeroffensief is vastgelopen.

24 juli
- Begin van Operatie Gomorrha, een serie van een week lang zware bombardementen op Hamburg.

25 juli
- Bijeenkomst van de Fascistische Grote Raad in Rome. Mussolini wordt afgezet als leider van het land en wordt gearresteerd.
- Maarschalk Pietro Badoglio vormt een nieuwe regering in Italië. Alle fascistische organisaties worden ontbonden.
- Adolf Hitler, nog voor hij van deze ontwikkelingen gehoord heeft, besluit 11 Duitse divisies naar Italië te sturen.
- De Russen onder Pavel Belov bereiken Bolchov.

27 juli
- De regering-Badoglio besluit tot ontbinding van de Partito Nazionale Fascista.

28 juli
- De Duitsers besluiten tot het evacueren van Orel, dat vanuit diverse richtingen door de Sovjets wordt aangevallen.

29 juli
- De geallieerden nemen Agira en Catenanuova in, op weg naar Adrano,

31 juli
- Henri Giraud benoemd tot opperbevelhebber van de Franse strijdkrachten.
- De kerk in Staden (West-Vlaanderen) wordt via een luchtaanval getroffen door vijf fosforbrandbommen, ook enkele huizen branden af.

## Augustus
1 augustus

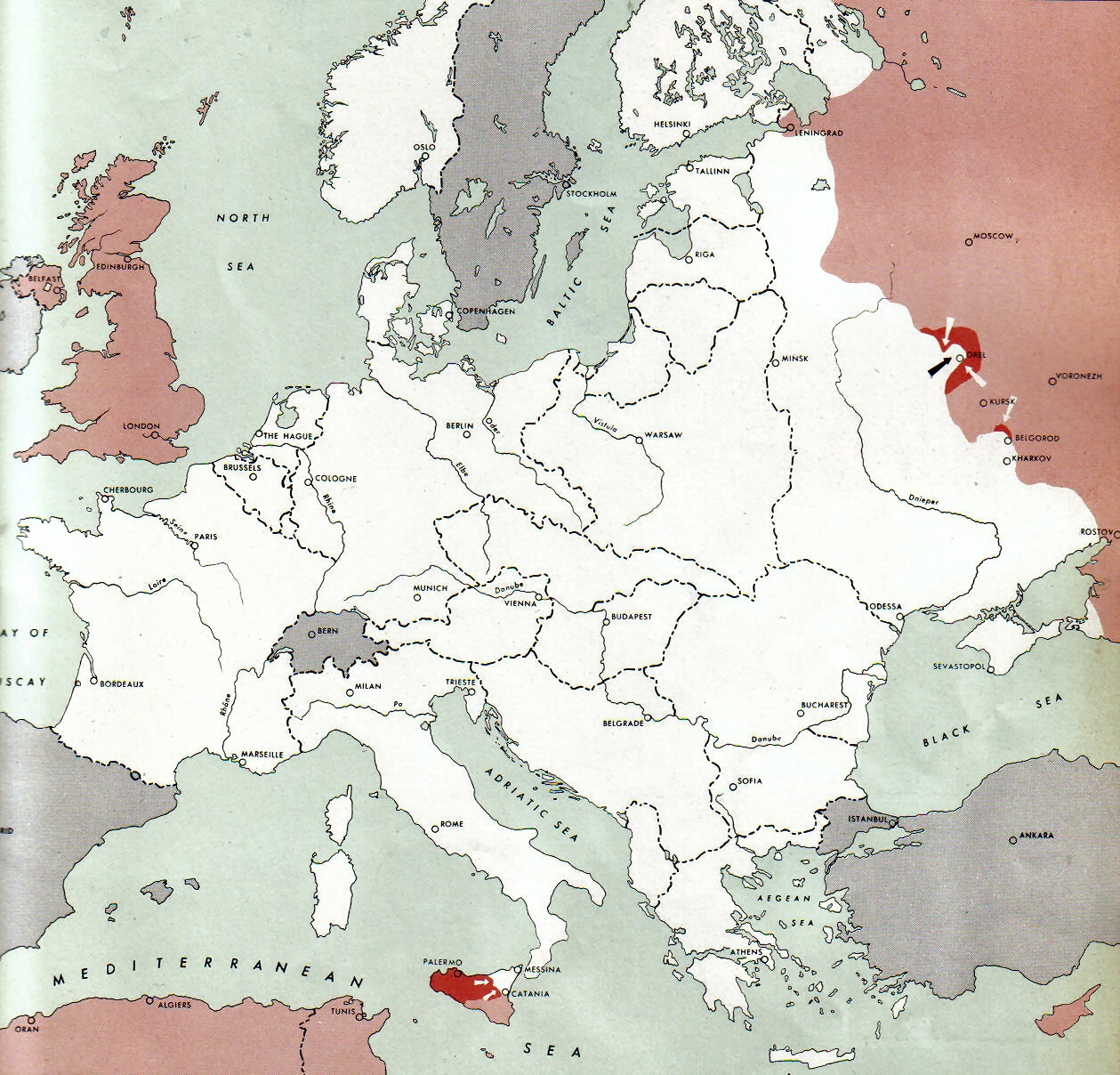
Europa 1 augustus 1943

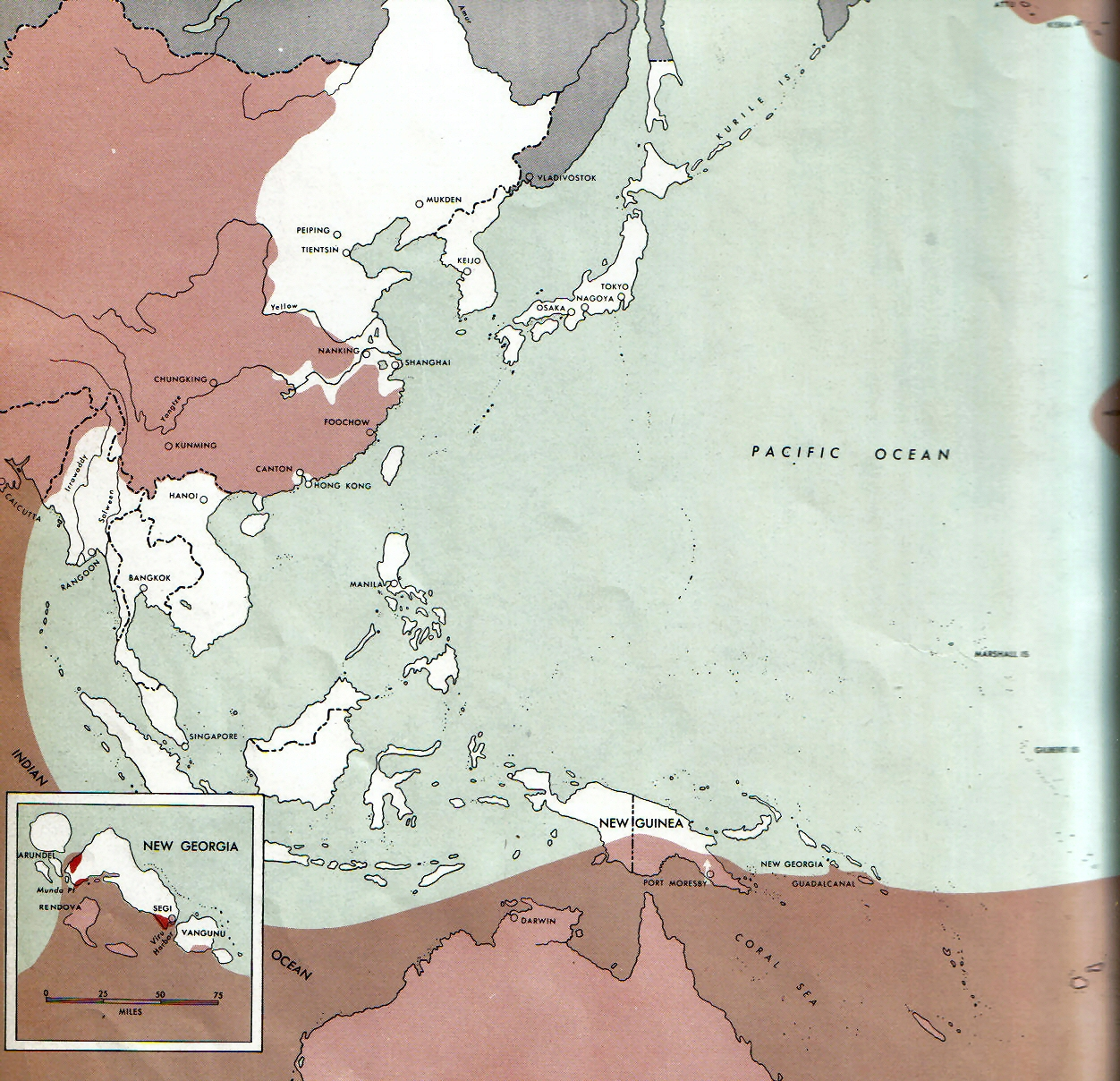
Zuidoost-Azië 1 augustus 1943

- De Amerikaanse luchtmacht bombardeert de Roemeense olievelden bij Ploiești. Slechts de helft van de vliegtuigen keert terug naar Libië, de andere helft is neergeschoten, gedwongen te landen op gebied van de Asmogendheden of in Turkije of vermist. De toegebrachte schade aan de olievelden is slechts zeer tijdelijk.

2 augustus
- De gevangenen in Treblinka komen in opstand. Ongeveer de helft wordt gedood, maar 400 weten te ontsnappen, 100 waarvan uit handen van de nazi's weten te blijven. Minstens 12 bewakers worden gedood en in het kamp worden grote vernielingen aangericht.

4 augustus
- Het Rode Leger herovert Orjol.
- De Amerikanen veroveren Munda op New Georgia. De Japanners hebben zich teruggetrokken naar Kolombangara.
- De Britse minister voor India Leo Amery vraagt het Britse kabinet om hulp om voedselhulp om de hongersnood in Bengalen te bestrijden. Zijn verzoek wordt geweigerd.

5 augustus
- De geallieerden nemen Catania in.
- Zweden ontzegt Duitsland het gebruik van de Zweedse spoorwegen voor het vervoer van militairen of oorlogsmaterieel.

6 augustus
- De Sovjets heroveren Zolochiv en lanceren een nieuw offensief gericht op Charkov.
- De Amerikanen veroveren Troina.

7 augustus
- De Russen trekken Borisovka binnen.
- Een nieuw Russisch offensief begint, gericht op Smolensk.
- De Britten nemen Adrano in.

8 augustus
- De geallieerden veroveren Cesarò en Bronte.
- De Amerikanen bombarderen de olievelden bij Balikpapan (Borneo).
- Voor het eerst in de oorlog bombarderen de geallieerden Oostenrijk.

10 augustus
- George S. Patton bedreigt een soldaat met PTSD met zijn pistool. Dwight Eisenhower dwingt hem excuses te maken voor dit en voor een soortgelijk incident een week eerder, maar dit zal leiden tot zware kritiek wanneer het in de Verenigde Staten bekend wordt.

11 augustus
- De Sovjets doorbreken de spoorlijn van Poltava naar Charkov.
- De Duitsers trekken zich terug uit Spas-Demensk.
- De Duitsers en Italianen beginnen Operatie Lehrgang, de evacuatie van Sicilië.

12 augustus
- Het Russische offensief in de Koeban wordt beëindigd. Een serie aanvallen heeft niet geleid tot een noemenswaardige doorbraak of terreinwinst, maar wel tot een groot verlies aan Russische manschappen.
- De SS meldt in een rapport dat de Duitsers alle geloof verloren hebben in de propaganda betreffende de situatie in de oorlog en de Duitse kansen.
- President Franklin D. Roosevelt belooft dat de Filipijnen hun onafhankelijkheid krijgen onmiddellijk nadat Japan verslagen is.
- Albanese verzetsstrijders van Balli Kombëtar voeren een geslaagde aanval uit op een Duitse legereenheid nabij Kurtës.
- Poolse verzetsstrijders overvallen een geldtransport en maken meer dan 100 miljoen złoty buit.

13 augustus
- Randazzo valt in geallieerde handen.

14 augustus
- Rome wordt tot open stad verklaard.
- Eerste Amerikaanse luchtaanvallen op Oostenrijk.

17 augustus
- Begin van de conferentie van Quebec.
- De geallieerden bezetten Messina.
- De RAF bombardeert het Duitse onderzoekscentrum voor de V1 en V2 in Peenemünde.
- De geallieerden bombarderen Japanse vliegtuigen op de grond in Nieuw-Guinea. De Japanse luchtmacht op het eiland wordt vrijwel weggevaagd.
- Een Amerikaans bombardement op Schweinfurt en Regensburg leidt tot grote verliezen aan geallieerde vliegtuigen.
- Portugal geeft de geallieerden toestemming bases in te richten op de Azoren.

18 augustus
- De Duitsers op Sicilië capituleren.
- Hans Jeschonnek, chafstef van de Duitse Luftwaffe, pleegt zelfmoord nadat hij de bombardementen op Peenemünde en Schweinfurt-Regensburg niet heeft weten te voorkomen.

19 augustus
- Begin van de onderhandelingen tussen de geallieerden en Italië over een wapenstilstand.
- De Amerikaanse luchtmacht bombardeert de vliegvelden Gilze-Rijen en Souburg. De aanval mislukt voor een groot deel. In het dorp Hulten bij Gilse-Rijen vallen 26 burgerdoden en in Souburg 12.

22 augustus
- De zondagkrant The Statesman' toont delen van een fotoserie gemaakt in Calcutta. Hiermee krijgt het Britse publiek de schokkende werkelijkheid van de hongersnood in Bengalen onder ogen.

23 augustus
- Het Rode Leger herovert Charkov.

24 augustus
- Himmler, reichsführer-SS en Gestapo-leider, wordt ook minister van Binnenlandse Zaken.
- Einde van de conferentie van Quebec.
- Geallieerd bombardement van Berlijn.

25 augustus
- New Georgia is geheel in geallieerde handen.
- De Sovjets bevrijden Ochtyrka.

27 augustus
- De Amerikanen landen op Arundel.
- De Amerikanen bezetten eilanden in de Ellice Eilanden om daar vliegvelden in te richten.
- De Sovjets heroveren Sevsk.

29 augustus
- De Sovjets heroveren Ljoebotin.
- Denemarken komt onder Duits militair bestuur nadat de regering weigert verregaande maatregelen te nemen tegen het anti-Duitse verzet.

30 augustus
- De Russen boeken grote vooruitgang richting Smolensk en heroveren Jelnja.

31 augustus
- De Sovjets bevrijden Rylsk.

## September
2 september
- De Russen nemen Lysytsjansk in.

3 september

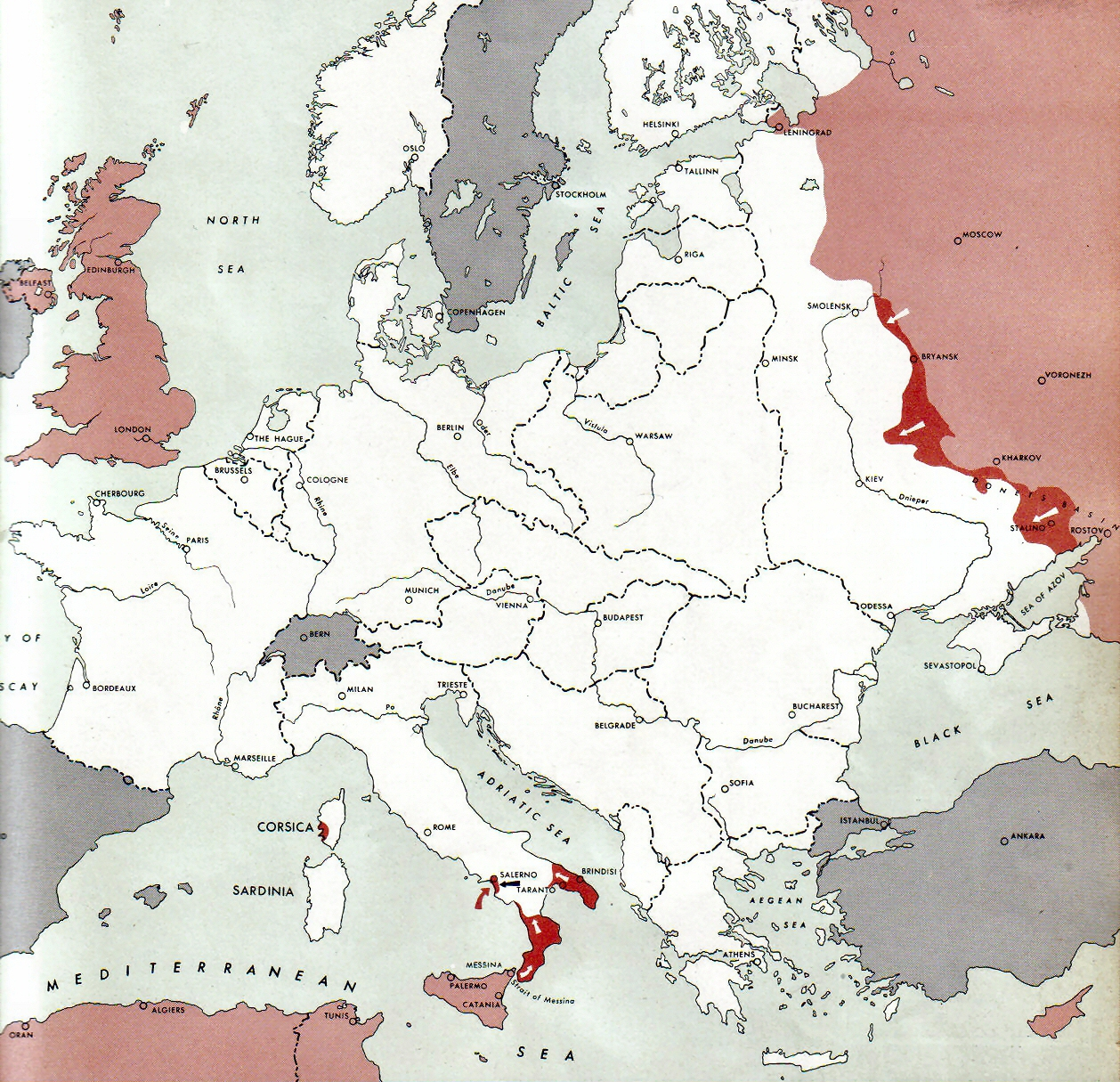
Europa 1 september 1943

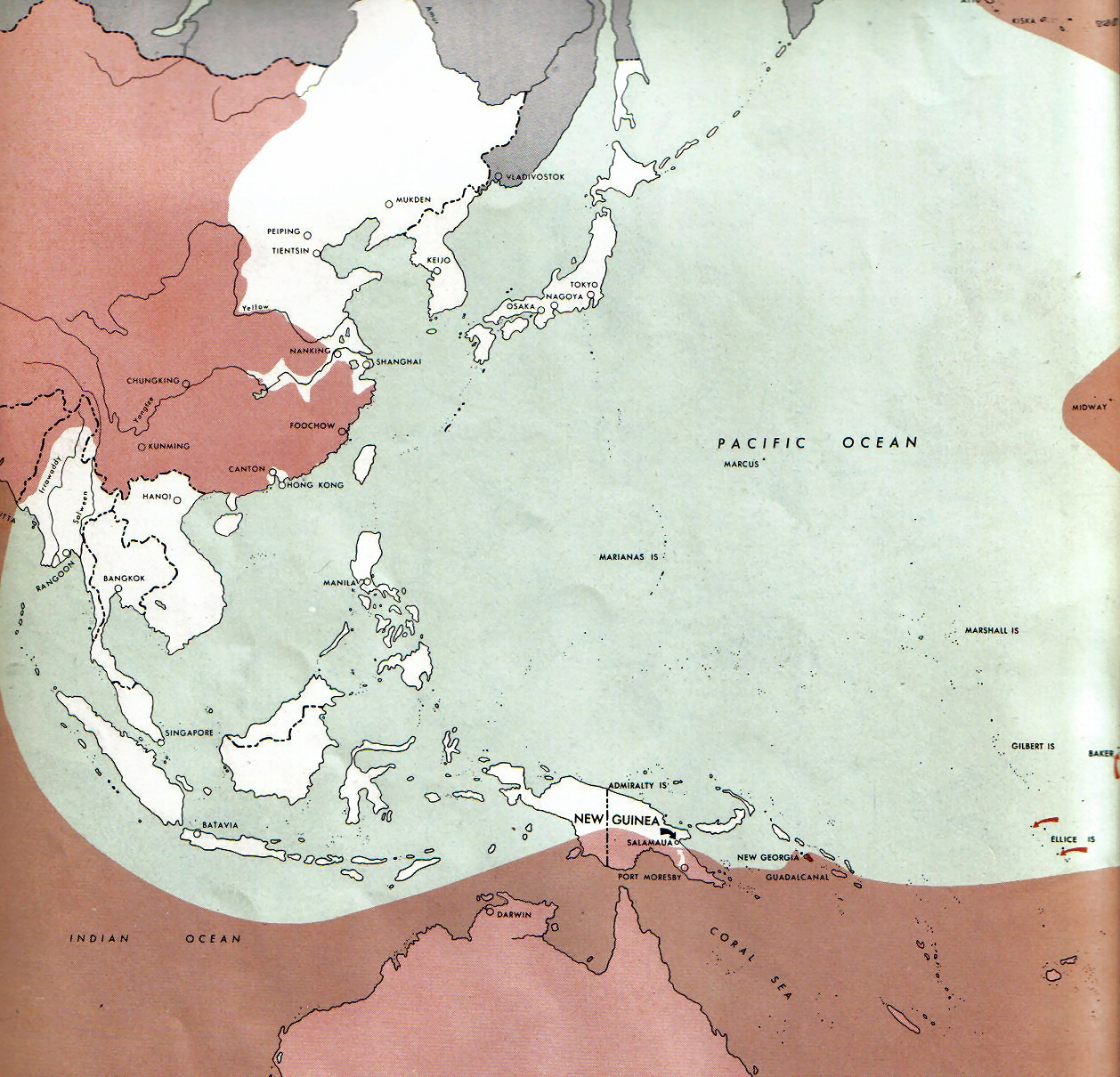
Zuidoost Azië 1 september 1943

- Operatie Baytown: Geallieerde landing te Reggio in Calabrië. De landing is een succes, en nog dezelfde dag wordt het gehele kustgebied van Melito tot Bagnara door de geallieerden veroverd. De Duitsers bieden geen weerstand en trekken zich terug naar het noorden, onderwijl bruggen vernietigend om de opmars van de geallieerden te vertragen.
- De nieuwe Italiaanse regering onder Pietro Badoglio sluit een geheime wapenstilstandsovereenkomst met de geallieerden.
- Adolf Hitler geeft opdracht aan het 17e leger zich terug te trekken uit de Koeban.

4 september
- De Sovjet-Unie verklaart Bulgarije de oorlog.
- De Australiërs landen ten oosten van Lae.

6 september
- Russische tanks rukken op tot 50 kilometer voorbij de frontlinie, nabij Pavlohrad, alvorens ze hun opmars moeten staken om te wachten tot de infanterie hun positie heeft bereikt.
- Grootschalig bombardement op Mannheim en Ludwigshafen.

7 september
- De Duitsers trekken zich terug uit Stalino.
- Heinrich Himmler beveelt dat als de Duitsers zich terugtrekken uit delen van Oekraïne, er een volledige 'verschroeide aarde' tactiek moet plaatsvinden met vernietiging van alle gebouwen en voorraden.

8 september
- Het gebied tussen de Donetsbekken wordt door de Sovjets veroverd.
- De BBC meldt de overgave van Italië.
- De Duitsers beginnen Operatie Achse, gericht op het ontwapenen van het Italiaanse leger en het bezetten van Italië.
- De Duitsers nemen Rome in. De Italiaanse regering is gedwongen te vluchten.
- De Russen nemen Stalino in.
- De Japanners beginnen de terugtrekking uit Salamaua.

9 september
- Geallieerde landingen bij Salerno en Tarente. Tarente wordt zonder problemen ingenomen.
- Het Italiaanse slagschip Roma, onderweg om zich over te geven aan de geallieerden, wordt door een Duitse bommenwerper tot zinken gebracht.
- De Duitsers nemen de Italiaanse posities in Athene in. Alle Italiaanse soldaten worden in krijgsgevangenschap naar Duitsland gevoerd.
- De Duitsers beginnen hun terugtrekking uit de Koeban.
- De Italiaanse 9e infanteriedivisie in Thessalië sluit zich aan bij de Griekse Partizanen.

10 september
- De Italiaanse vloot geeft zich op Malta over aan de geallieerden.
- De Duitse troepen rond Salerno trekken zich terug naar het noorden, barrieres opwerpend om de geallieerde opmars te vertragen.
- De Britten bezetten Castelrosso, een eiland van de Dodekanesos.
- De Soviets bevrijden Mariupol.
- De Russen landen bij Novorossiejsk.

11 september
- De Italianen op Rhodos geven zich over aan de Duitsers.
- Georg Ferdinand Duckwitz, een Duitse diplomaat, meldt de Deense autoriteiten dat er plannen zijn om de Deense Joden naar concentratiekampen te deporteren. Een grote actie begint om alle Deense Joden te doen onderduiken.

12 september
- Mussolini wordt door een Duits commando, onder leiding van Otto Skorzeny, bevrijd uit zijn gevangenschap.
- De geallieerden nemen Crotone in.
- De Duitsers ondernemen tegenaanvallen rond Salerno.
- De Australiërs nemen Salamaua in.

13 september
- Chiang Kai-shek wordt gekozen tot president van de Chinese Republiek.
- Het Italiaanse leger op Kefalonia gaat de strijd aan met de Duitsers.
- In reactie op verzetsacties, omsingelt de Wehrmacht Viannos (op Kreta), en maakt bekend dat iedereen die zich buitenshuis bevindt gedood zal worden.

14 september
- Met hulp van de Duitsers wordt in Albanië een nieuwe regering gevormd die de onafhankelijkheid (van Italië) uitroept.
- De Duitsers verwoesten en brandschatten 19 dorpen in Viannos. In weerwil van hun uitspraak de vorige dag dat wie in huis blijft, gespaard zal worden, worden alle mannen van 16 jaar en ouder vermoord. De overlevenden krijgen bevel het gebied te verlaten.

16 september
- Britse en Amerikaanse troepen maken in Italië contact met elkaar.
- Zwaar geallieerd bombardement op Napels.
- Albert Kesselring geeft de Duitsers rond Salerno opdracht zich terug te trekken. Einde van de Slag bij Salerno.
- De Britten landen op diverse door de Italianen bezette eilanden in de Egeïsche Zee.
- Het eerste transport van Italiaanse Joden vertrekt met bestemming Auschwitz.
- De Russen bevrijden Novorossiejsk nadat de Duitsers de stad hebben verlaten.
- Jartsevo wordt door de Russen heroverd.
- De Australiërs veroveren Lae.

17 september
- De Russen bevrijden Doechovsjtsjina en Brjansk.

18 september
- De Britten bezetten Simi, Astypalaia en Ikaria in de Dodekanesos.

19 september
- Fiume door Joegoslavische partizanen veroverd.
- De Britten veroveren Auletta.
- De Duitsers ontruimen Sardinië.

20 september
- De Canadezen bereiken Potenza.
- De Australiërs veroveren Kaiapit.

21 september
- De Russen bevrijden Tsjernihiv.
- De Russen bezetten Anapa.

22 september
- De Italianen op Kefalonia geven zich over aan de Duitsers na ruim een week van vechten en met een gebrek aan munitie. Een groot aantal van hen, hoewel formeel krijgsgevangenen, wordt geëxecuteerd.
- De Australiërs landen ten noorden van Finschhafen.
- De Russen steken de Dnjepr over in Oekraïne.

23 september
- In Salo, aan het Gardameer, proclameert Mussolini de Italiaanse Sociale Republiek.
- De Vrije Fransen bevrijden Bonifacio op Corsica.
- De Russen bevrijden Poltava.

24 september
- Overval op het gemeentehuis van Amerongen.
- De Duitsers trekken zich terug uit Smolensk en Roslavl.
- De Wehrmacht executeert 5000 Italiaanse soldaten op Kefalonia. Ze worden niet als krijgsgevangenen maar als deserteurs beschouwd.

25 september
- Smolensk en Roslavl worden door het Rode Leger bevrijd.
- Herbert Kappler, hoofd van de SS en SD in Rome eist van de Joodse gemeenschap in de stad 50 kilogram goud en 100 miljoen lire binnen 36 uur. Gebeurt dit niet, dan zal de Joodse bevolking van de stad gedeporteerd worden naar concentratiekampen. Puas Pius XII biedt aan het geld renteloos te lenen, maar donaties van zowel Joodse als niet-Joodse Romeinen blijken reeds voldoende om het bedrag te voldoen.

26 september
- Nadat slechts een klein deel van de opgeroepen mannen in Napels komt om dwangarbeid te verrichten, nemen de Duitsers 8000 inwoners van de stad in gijzeling. Dit leidt tot een volksopstand die bloedig wordt neergeslagen, en grote delen van de stad worden door de Duitsers verwoest in vergelding.

27 september
- De geallieerden veroveren Foggia en Melfi.
- De Duitsers veroveren Corfu op de Italianen.
- De Duitsers (en Roemenen) geven Temrjoek op.

28 september
- De Amerikanen nemen Teora in.
- De Japanners beginnen de evacuatie van Kolmbangara.
- Luxemburg wordt 'Judenfrei' verklaard nadat het laatste transport is vertrokken.

29 september
- Einde van razzia's in Amsterdam. Tienduizend Joden, waaronder de voorzitters van de Joodse Raad worden opgepakt.
- Eerste Silbertannemoord in Meppel.
- De Soviets bevrijden Krementsjoek.

30 september
- De Duitsers trekken weg uit Napels. Ze hebben de stad in de laatste paar dagen in een puinhoop veranderd.

## Oktober
1 oktober

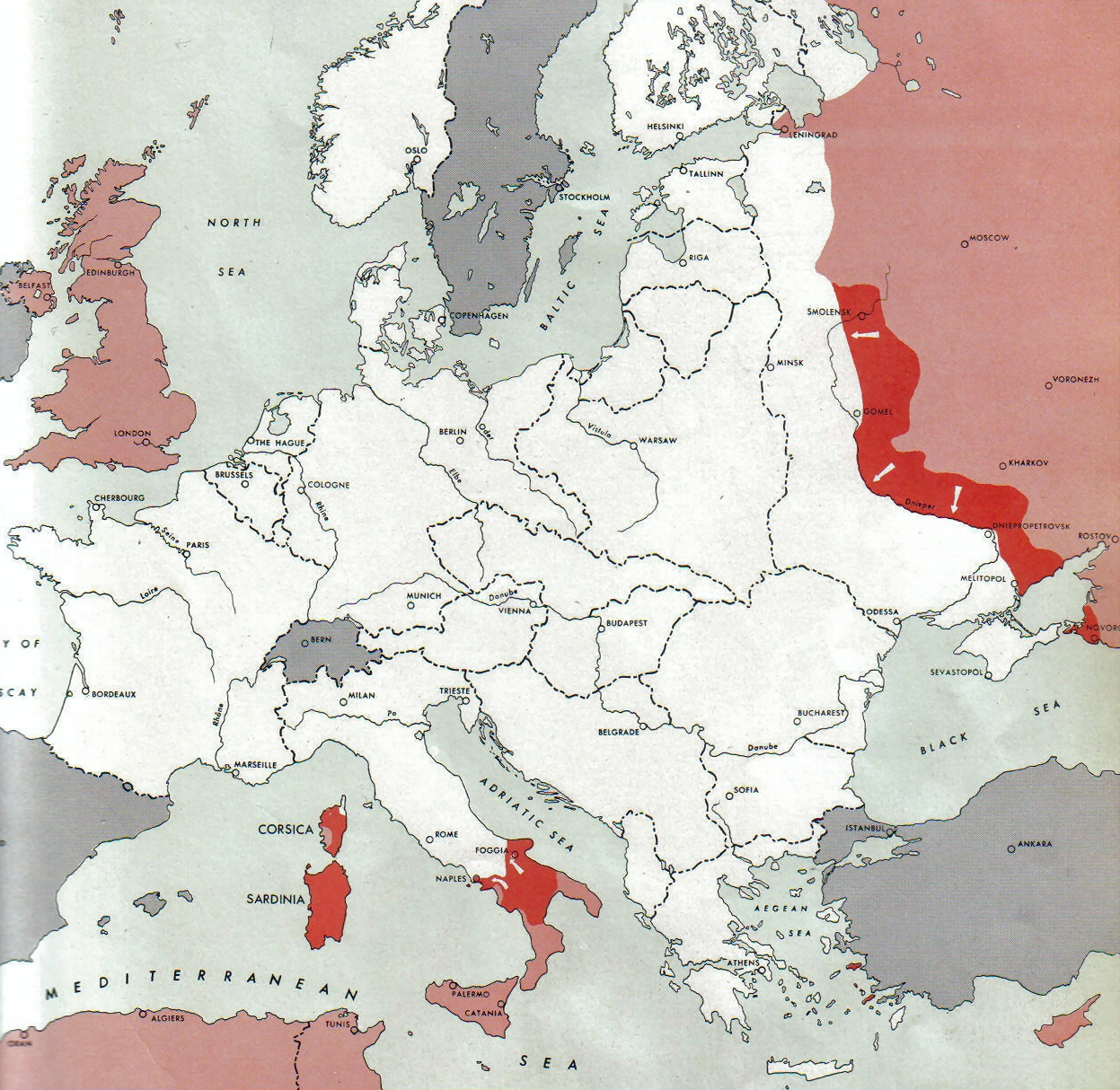
Europa 1 oktober

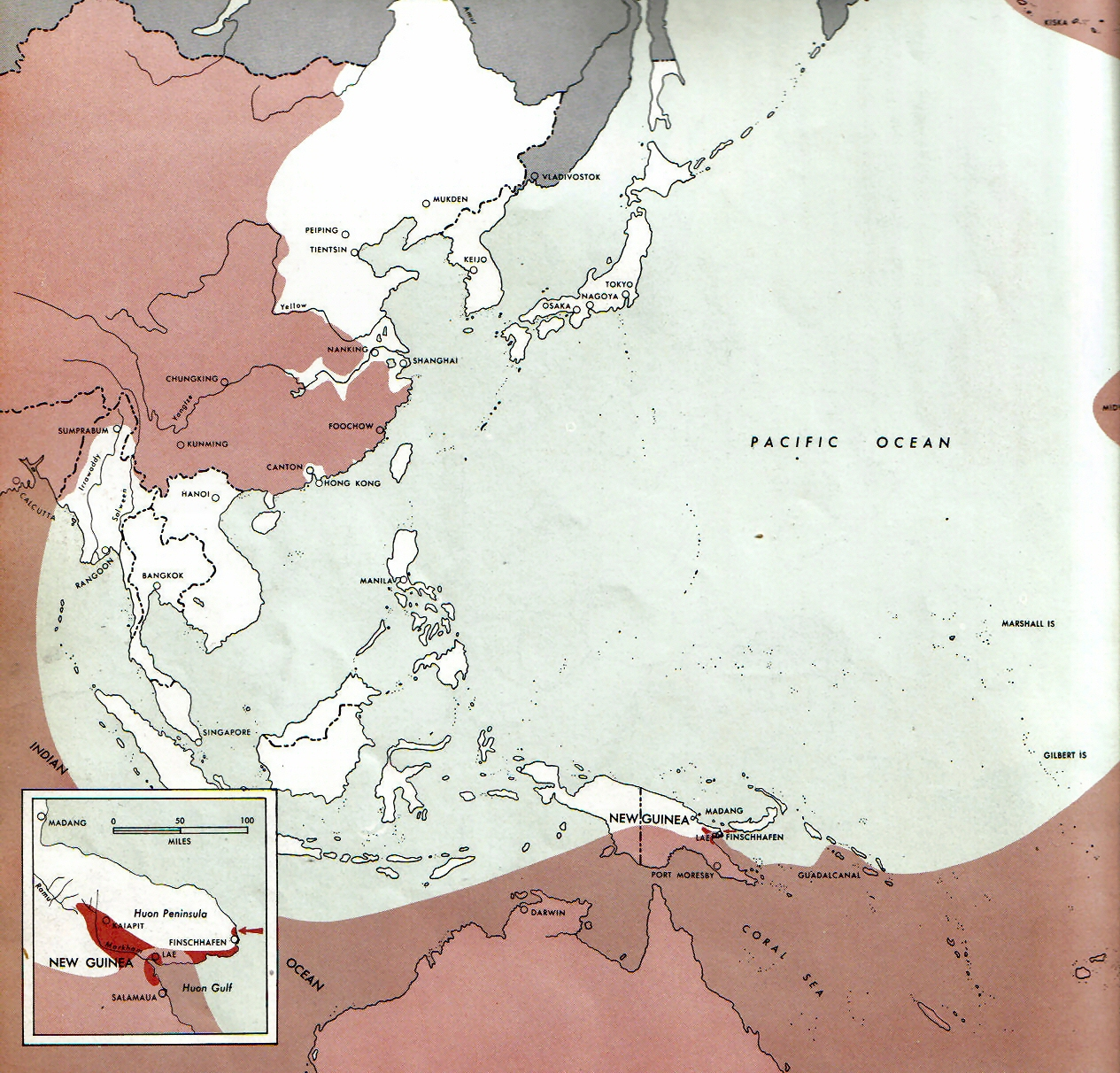
Zuidoost Azië 1 oktober 1943

- De geallieerden trekken Napels binnen.

2 oktober
- Zweden maakt bekend dat alle Deense Joden welkom zijn in Zweden en de Zweedse nationaliteit kunnen krijgen.
- De Australiërs trekken Finschhafen binnen.
- De Amerikanen bevrijden Benevento.
- De Britten bevrijden Termoli.
- De Russen bevrijden Ljoetizj, en vestigen daarmee een nieuw bruggenhoofd ten westen van de Dnjepr, nabij Kiev.

3 oktober
- Rodolfo Graziano presenteert Benito Mussolini een plan voor het vormen van een nieuw fascistisch-Italiaans leger. Mussolini keurt het plan goed.
- Een brief van bisschop Hans Fuglsang-Damgaard wordt voorgelezen in kerken in heel Denemarken waarin hij oproept te strijden tegen elke vervolging van Joden op racistische of religieuze gronden.

4 oktober
- De Duitsers veroveren Kos op de samenwerkende Italianen en Britten. 87 Italiaanse officieren worden na hun overgave geëxecuteerd - de Duitsers zien hen niet als krijgsgevangenen als de Britten, maar als deserteurs.
- De bevrijding van Corsica wordt voltooid.
- First Sea Lord Dudley Pound treedt af om gezondheidsredenen. Andrew Cunningham volgt hem op.

5 oktober
- Zwaar geallieerd bombardement op Wake.

6 oktober
- De geallieerden nemen Caserta en Capua in.
- De Sovjets bevrijden Nevel.
- Slag bij Vella Lavella tussen de Japanners en de Amerikanen. De Amerikaanse poging de Japanse evacuatie vanaf Vella Lavella te dwarsbomen faalt.
- Drie Russische torbedobootjagers die bombardementen uitvoeren langs de zuidkust van de Krim worden door Duitse luchtaanvallen tot zinken gebracht.
- De noodtoestand in Denemarken wordt opgeheven.

7 oktober
- Het Rode Leger vestigt een bruggenhoofd aan de Dnjepr.
- Een door de Duitsers geplaatste tijdbom verwoest een postkantoor in Napels. 70 personen komen om of raken gewond.
- In opdracht van commandant Shigematsu Sakaibara worden alle overgebleven bijna 100 Amerikaanse burgers of Wake geëxecuteerd.

9 oktober
- De Vierde Conferentie van Moskou gaat van start.
- Alle Duitse en Roemeense troepen uit de Koeban zijn overgestoken naar de Krim. De Koeban is volledig bevrijd.
- Adolf Hitler weigert een verzoek van Herbert Kappler om de Joden van Rome als dwangarbeiders te gebruiken. Zij dienen gedeporteerd te worden naar vernietigingskampen.

10 oktober
- Anglo-Amerikaans bombardement op Enschede. Het dodental ligt op 151.

13 oktober
- De Italiaanse regering verklaart Duitsland de oorlog.

14 oktober
- Gevangenen in concentratiekamp Sobibor komen in opstand. De meeste bewakers worden vermoord. 200 gevangenen weten te ontsnappen, maar 100 van hen worden alsnog gevonden en vermoord, en de helft van de rest komt om om diverse redenen voor het einde van de oorlog.

15 oktober
- Proclamatie van de onafhankelijkheid van de Filipijnen in Manilla. Het land sluit zich aan bij Japan.

16 oktober
- Grote razzia in Rome. Omdat paus Pius XII de Joden op grote schaal bescherming heeft aangeboden in het Vaticaan en diverse kloosters in de stad, worden slechts 1259 in plaats van de geschatte 8000 Joden gearresteerd. Na verdere bezwaren van de paus worden hiervan bovendien 218 christenen van Joodse afkomst weer vrijgelaten. De overigen worden gedeporteerd naar Auschwitz.

17 oktober
- De Burmaspoorweg, een Japanse spoorweg van Bangkok naar Rangoon, komt gereed.

18 oktober
- Aktion Silbertanne waarbij schrijver A.M. de Jong om het leven komt.
- Begin van de Derde Conferentie van Moskou, met Anthony Eden, Cordell Hull en Vjatsjeslav Molotov.
- De Sovjets bereiken Pjatichatki, een belangrijk bevoorradingspunt voor de Duitsers, en veroveren daarmee 220 ton voorraden en meerdere tanks.

19 oktober
- Grote arrestaties in het onderduik netwerk te Hoorn.
- Op de Derde Conferentie van Moskou wordt besloten dat de Verenigde Staten het komende half jaar meer dan 5 miljoen ton aan goederen zal leveren aan de Sovjet-Unie.

20 oktober
- 17 geallieerde landen richten de United Nations War Crimes Commission op. Deze zal zich bezighouden met het onderzoeken van oorlogsmisdaden door de Asmogendheden, in het bijzonder Nazi-Duitsland, zodat deze later bestraft kunnen worden.

22 oktober
- In Amsterdam worden acht Nederlanders gefusilleerd.
- Een grootschalig geallieerd bombardement verwoest Kassel. 9000 personen, bijna 1/20 van de bevolking, komt om.

23 oktober
- De Sovjets bevrijden Melitopol.

25 oktober
- Het Rode Leger verovert in Oekraïne Dnjepropetrovsk.

27 oktober
- Begin van Operatie Goodtime. De Amerikanen trachten in de Solomoneilanden Mono en Stirling Island in te nemen.

29 oktober
- Op de Derde Conferentie van Moskou worden de Verklaringen van Moskou getekend:
  - Verklaring van de Vier Naties: De strijd tegen de Asmogendheden kan enkel worden beëindigd met een onvoorwaardelijke overgave, China wordt erkend als vierde 'grote' natie van de geallieerde alliantie en de oprichting van een internationale vredesorganisatie (de Verenigde Naties) wordt voorzien.
  - Verklaring omtrent Italië: Het fascisme in Italië dient volledig te worden vernietigd, en Italië dient een democratisch land te worden.
  - Verklaring omtrent Oostenrijk: De Anschluss wordt nietig verklaard.
  - Verklaring omtrent wandaden: Nazi's die oorlogsmisdaden of andere wandaden hebben gepleegd, zullen worden berecht in de landen waar ze hebben plaatsgevonden.

- De Burmaspoorweg wordt officieel geopend.

30 oktober
- De Amerikanen nemen Mondragone in.

## November
1 november

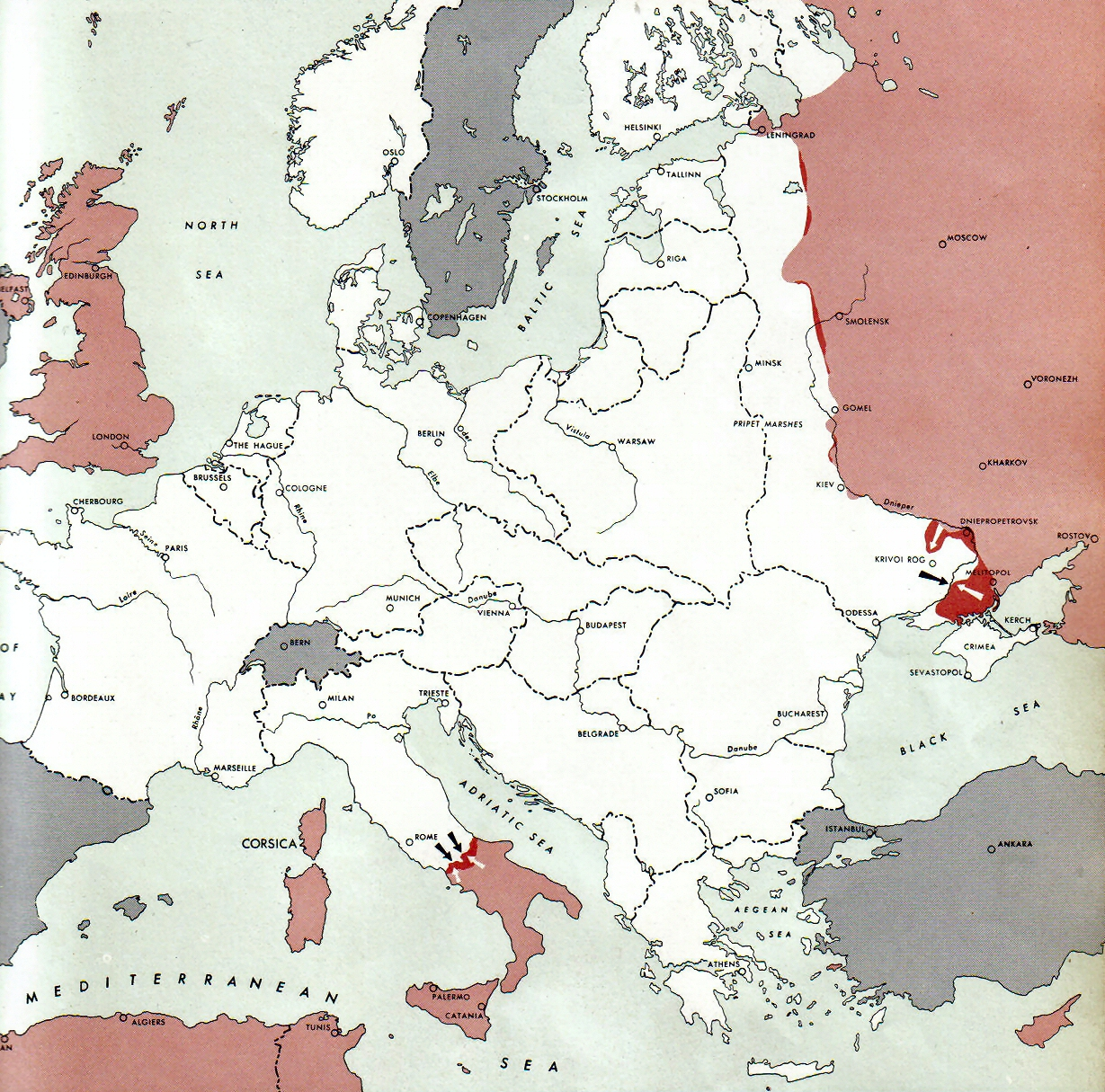
Europa 1 november 1943

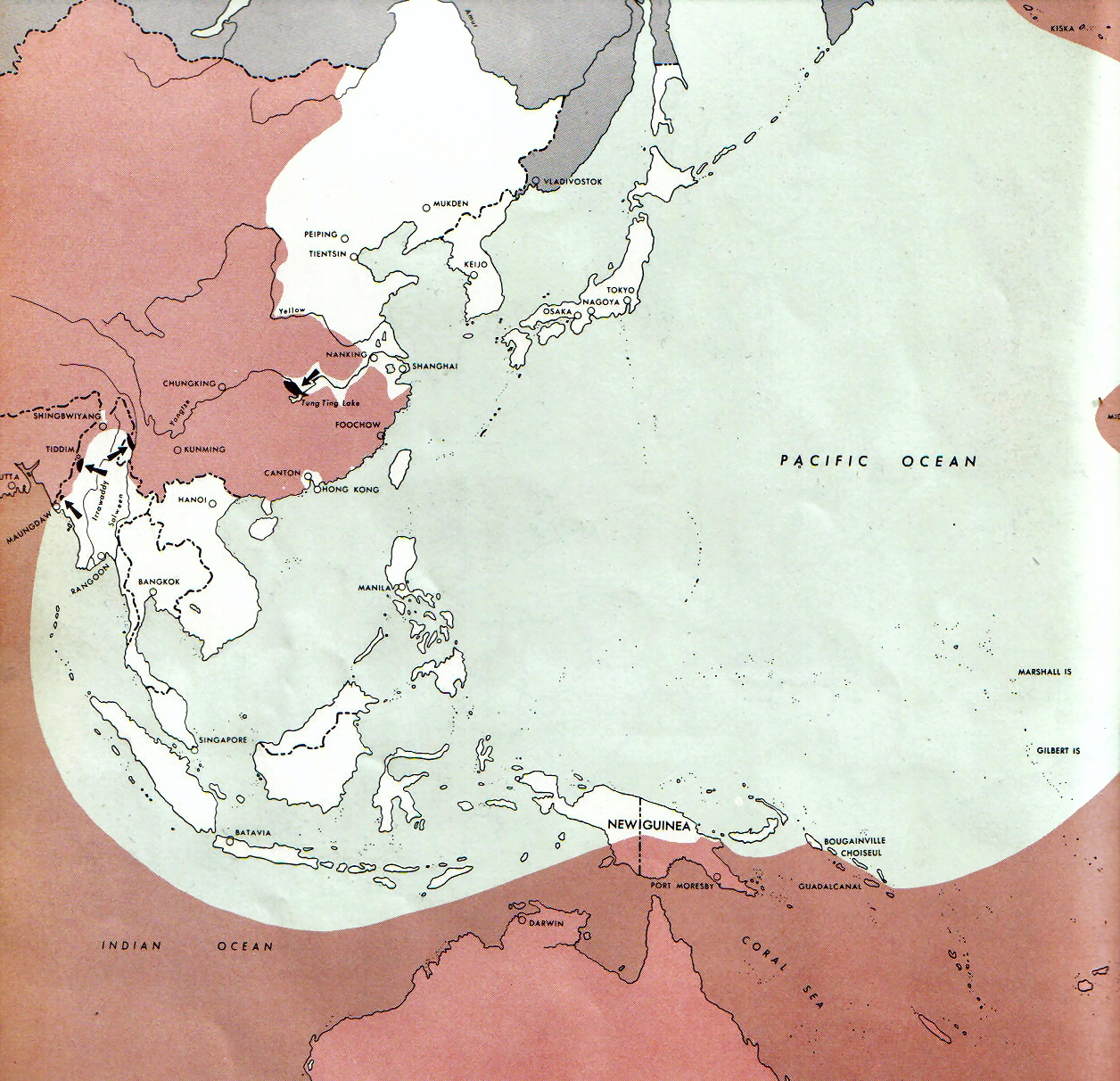
Zuidoost-Azië 1 november 1943

- Amerikaanse landing op Bougainville (Salomonseilanden).
- De Sovjets bevrijden  Perekop en Armjansk. De Duitsers op de Krim zijn hiermee volledig afgesneden van de overige Duitse legers.

2 november
- Slag bij Empress Augusta Bay: Amerikaanse schepen verslaan Japanse schepen die zijn uitgezonden om de Amerikaanse landing op Bougainville te bemoeilijken, en dwingen hen zich terug te trekken.

3 november
- Mussolini laat Ciano arresteren.
- De Sovjets beginnen hun aanval om Kiev te bevrijden.
- Aktion Erntefest: Alle Joden in de concentratiekampen Trawniki, Poniatowa en Majdanek worden vermoord.

4 november
- In het Amerikaanse concentratiekamp Tule Lake wordt een opstand, veroorzaakt door overbezetting en problemen met de voedseldistributie neergeslagen met hulp van tanks.

5 november
- De Sovjets nemen het gehele gebied tussen de Krim en de Dnjepr in, met uitzondering van een Duits bruggenhoofd in Nikopol.
- Bernhard Lichtenberg, een katholieke geestelijke en anti-Nazi activist, sterft aan longontsteking in concentratiekamp Dachau.
- De Senaat stemt met grote meerderheid in met een resolutie die inhoudt dat zij instemmen met Amerikaanse deelname aan de opvolger van de Volkenbond (de Verenigde Naties).

6 november
- Het Rode Leger bevrijdt de stad Kiev.

7 november
- De Sovjets rukken verder op vanuit Kiev en nemen het belangrijke spoorwegknooppunt Fastiv in.

8 november
- Ter gelegenheid van de 20e gedenkdag van de Bierkellerputsch houdt Adolf Hitler een toespraak in München. Het zal zijn laatste publieke optreden zijn.

9 november
- Reorganisatie van het Comité National de la France Libre (CNFL). De Gaulle wordt alleen leider van de organisatie.
- Rudolf Höss wordt als kampcommandant van Auschwitz opgevolgd door Arthur Liebehenschel. Deze vermindert de strenge en soms willekeurige straffen en executies in het kamp, om zo de profitibaliteit van het gebruik van de gevangenen als slavenarbeiders te verhogen.

10 november
- Executie van Johannes Prassek, Eduard Müller, Hermann Lange en Karl Friedrich Stellbrink, vier priesters die zich tegen het nazisme en de oorlog hebben uitgesproken.
- Winston Churchill en de Britse regering weigeren het verschepen van voedsel naar het door hongersnood getroffen Bengalen, inclusief een aanbod van 100.000 ton graan van Canada.

11 november
- RAF-groep nr. 100, een gespecialiseerde en geheime ondersteuningsformatie van de afdeling RAF Bomber Command binnen de Royal Air Force, wordt opgericht. Deze vliegtuigformatie zou zich tijdens de Tweede Wereldoorlog bezighouden met elektronische oorlogsvoering tegen Duitse nachtjagers en luchtverdedigingssystemen. Sommige bronnen vermelden dat deze groep werd opgericht op 23 november 1943.
- In Oyonnax wordt als verzetsdaad een illegaal defilé georganiseerd met ongeveer tweehonderd deelnemers.
- Grote Amerikaanse luchtaanval op Rabaul. Een groot deel van de daar aanwezige Japanse vloot heeft zich echter al teruggetrokken naar Truk.

12 november
- De Russische troepen bereiken Zjytomyr.
- Na de zware Amerikaanse aanval ontmantelen de Japanners hun marinebasis op Rabaul. Slechts de lokale defensie blijft achter.
- Duitse troepen landen op Leros, dat in Italiaans-Britse handen is.

13 november
- 198 Squadron RAF, bestaande uit 12 geallieerde jachtvliegtuigen vertrokken vanaf de Royal Air Force basis in Manston (Kent) in Engeland, valt twee veerboten aan bij Numansdorp, de SS Minister C. Lely en de SS Willemstad. Hierbij overlijden 13 Nederlandse burgers en een Duitse soldaat.
- De Britten nemen Atessa in.
- Bij Tsjerkasy vestigen de Sovjets een nieuw bruggenhoofd ten westen van de Dnjepr.
- De Russen nemen Zjytomyr in.

14 november
- De Britten bevrijden Perano.
- Een Duits tegenaanval begint, gericht op herovering van Zjytomyr en Fastiv.
- De Sovjets openen een aanval gericht op Orsja.

15 november
- De Amerikanen in Italië besluiten tot een pauze van 2 weken om uit te rusten en te bevoorraden.

16 november
- De Duitsers veroveren Leros.
- De Russen starten een nieuw offensief in het noorden, gericht op Haradok en Vitebsk.

18 november
- Hevige bombardementen op Berlijn. Begin van een maand van bombardementen.
- De Sovjets bevrijden Korosten.
- De Russische opmars naar Orsha wordt afgeblazen. Er is slechts zeer geringe terreinwinst geboekt.

19 november
- De Duitse tegenaanval bereikt Zjytomyr vanuit het zuidoosten.

20 november
- Amerikaanse landing op Tarawa en Makin in de Gilberteilanden.
- De Duitsers heroveren Zjytomyr.
- De Britten creëren een bruggenhoofd ten noorden van de Sangro.

22 november
- Hevige bombardementen op Berlijn.
- De Duitsers omsingelen Brusyliv. Het grootste deel van de Russische soldaten ontsnapt de omsingeling, maar hun materieel valt in Duitse handen.
- Begin van de Conferentie van Caïro: Franklin Roosevelt en Winston Churchill ontmoeten elkaar in Caïro.

23 november
- Hevige bombardementen op Berlijn.
- De Amerikanen hebben de Slag om Tarawa gewonnen in de Gilberteilanden.

24 november
- Nabij Makin brengt een Japanse onderzeeboot het Amerikaanse escortevliegdekschip USS Liscome Bay (CVE-56) tot zinken.

26 november
- Hevige bombardementen op Berlijn.
- De Sovjets bevrijden Gomel.

27 november
- Japanners trekken zich terug van de Gilberteilanden.
- De Italianen geven Santorini op. De geallieerde actie in de Dodekanesos eindigt daarmee in een nederlaag.

28 november
- Begin van de Conferentie van Teheran.
- De Suez Maru, een Japans schip met zieke en gewonde soldaten en krijgsgevangenen aan boord, wordt door een geallieerd schip tot zinken gebracht. De overlevende Japanse opvarenden worden in een meevarend schip aan boord genomen, maar de krijgsgevangenen worden doelbewust doodgeschoten.
- De Britten vestigen opnieuw een bruggenhoofd ten noorden van de Sangro.

29 november
- Colombia verklaart de oorlog aan de asmogendheden.
- De Britten nemen Mozzagrogna in.

30 november
- In de Italiaanse Sociale Republiek komt bevel alle Joden naar concentratiekampen te deporteren.
- Op de Conferentie van Teheran wordt een overeenkomst gesloten over Operatie Overlord, de geallieerde landing in Noordwest-Frankrijk.
- De Russen geven Korosten op.

## December
2 december
- De RAF bombardeert Berlijn.

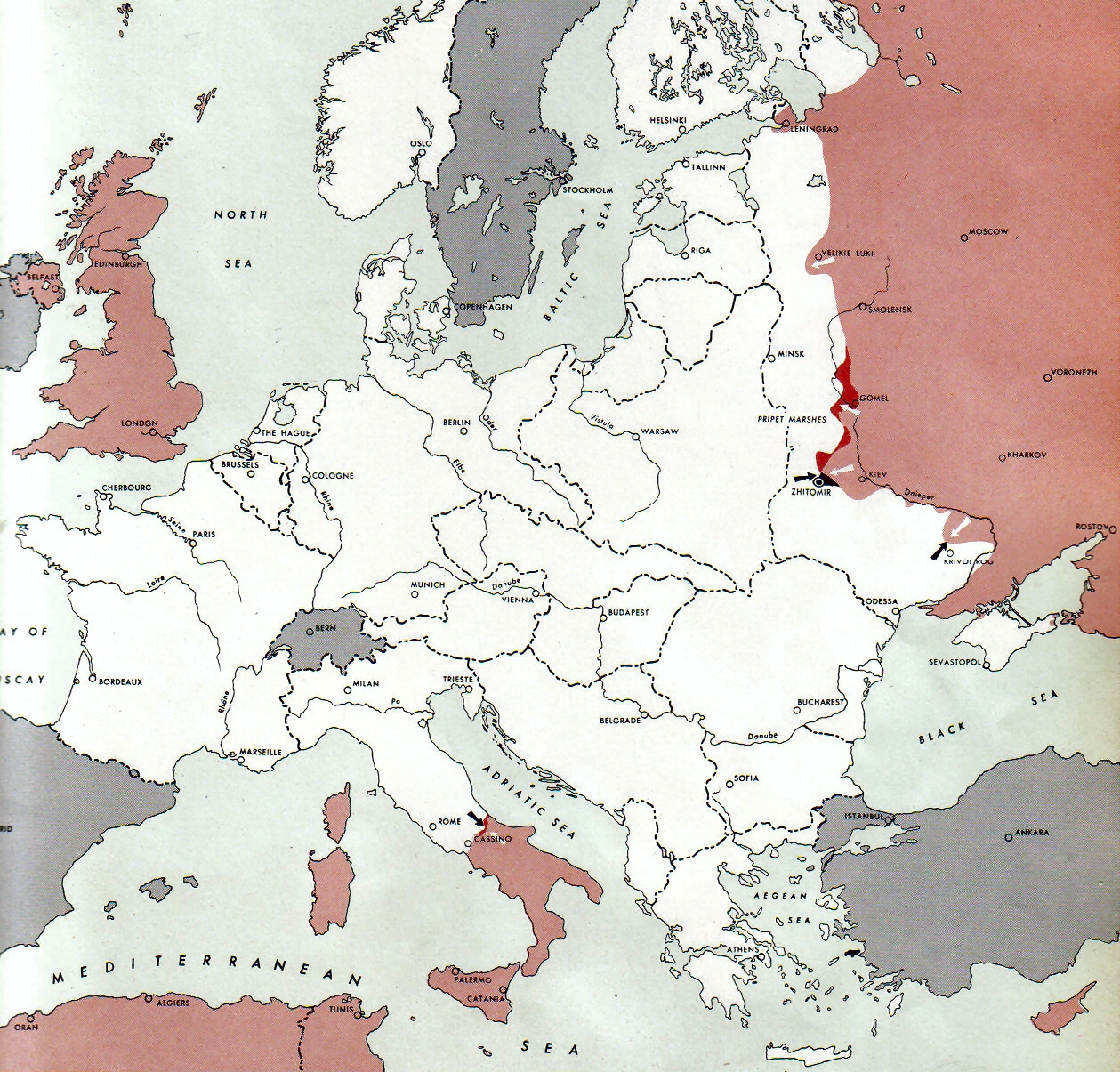
Europa 15 december 1943

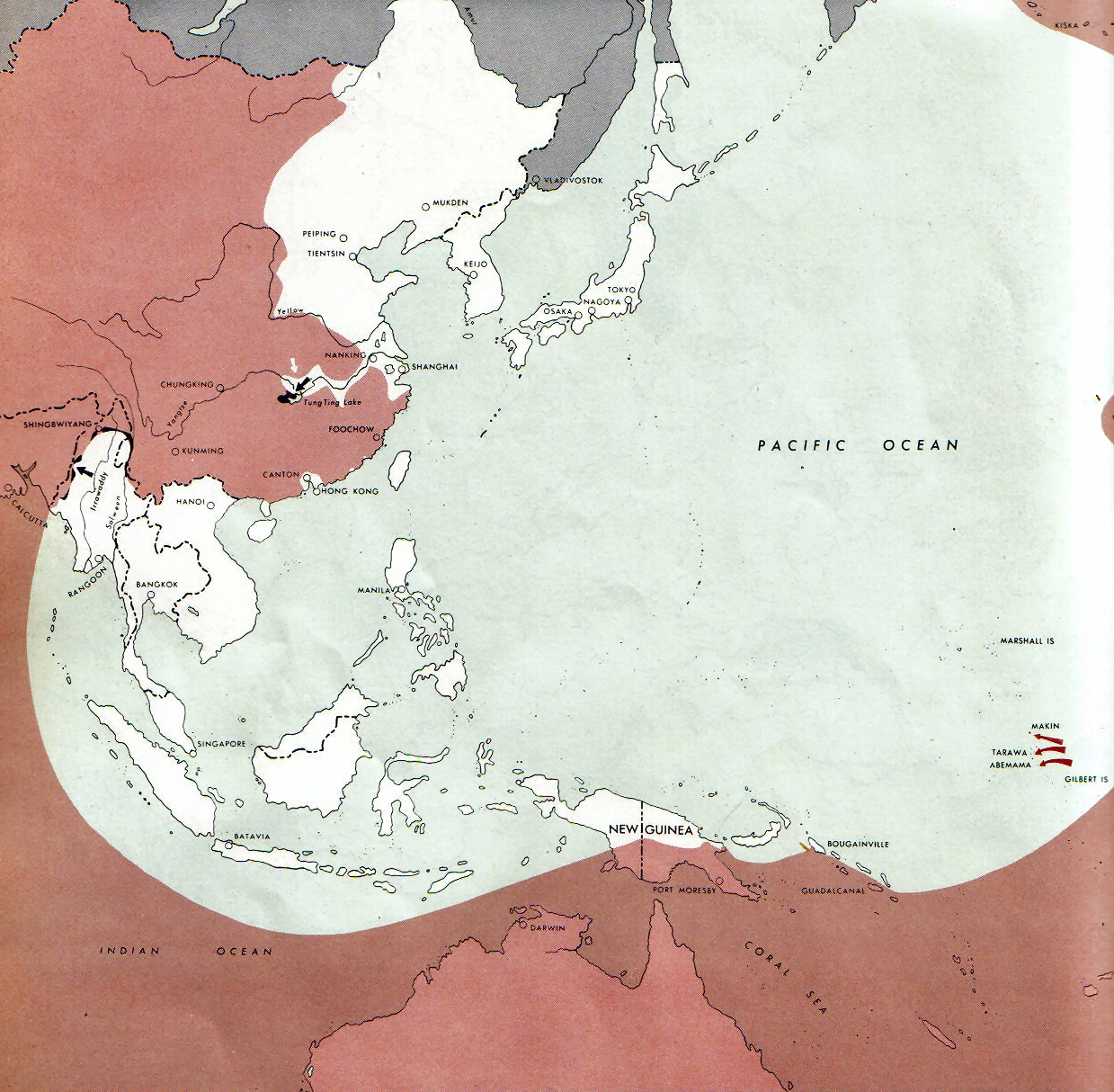
Zuidoost Azië 1 december 1943

- Het eerste transport Weense Joden komt aan in Auschwitz.
- Begin van Operatie Kugelblitz, een Duitse militaire actie tegen de Partizanen in Joegoslavië.
- De Britten bevrijden Lanciano.
- In Italië beginnen de geallieerden de aanval op Monte Camino.
- De Duitsers bombarderen Bari. Een geallieerd vrachtschip met mosterdgas aan boord wordt getroffen. 17 schepen in totaal worden tot zinken gebracht.

3 december
- De geallieerden bereiken de toppen van La Difensa en Monte Camino, maar de gevechten zijn nog in volle gang.

4 december
- In bevrijd Joegoslavië wordt een voorlopige regering onder leiding van Tito gevormd.
- In Caïro vindt overleg plaats tussen Roosevelt, Churchill en İsmet İnönü, president van Turkije.
- De Amerikanen brengen de Japanners verliezen toe in een bombardement op Kwajalein (Marshalleilanden).
- Bolivia verklaart de Asmogendheden de oorlog.

5 december
- De Sovjets geven hun offensief gericht op Orsja op. De strijd heeft tot grote verliezen aan manschappen en slechts bescheiden terreinwinst geleid. De hier geplaatste legers zullen in plaats daarvan de aanval op Vitebsk ondersteunen.
- Begin van Operatie Crossbow: Geallieerde bombardementen op de lanceerlokaties van de V1 in Noord-Frankrijk.

6 december
- De geallieerden steken aan de Italiaanse oostkust de Moro over en trachten een bruggenhoofd te vormen.
- De Duitsers gaan in de tegenaanval aan het front tussen Zjytomyr en Korosten. In 1 dag boeken ze 35 kilometer terreinwinst.

7 december
- Nieuw-Zeelandse troepen nemen Orsogna in. Omdat tanksupport niet gebracht kan worden, en zonder deze ondersteuning verder oprukken niet mogelijk is, trekken ze zich de volgende dag weer uit de plaats terug.

9 december
- Maarschalk Pietro Badoglio, de nieuwe Italiaanse premier, maakt bekend dat het Italiaanse leger zich bij de geallieerden heeft aangesloten.
- De Canadezen slagen erin een brug over de Moro aan te leggen, zodat tanks gebruikt kunnen worden in de strijd aldaar.

10 december
- De Sovjets bevrijden Znamjanka.

12 december
- Vriendschapsverdrag tussen de Sovjet-Unie en de Tsjechische regering in ballingschap.
- De Verenigde Staten roepen Hongarije, Bulgarije en Roemenië op om zich tegen Duitsland te keren.

13 december
- Zware luchtaanvallen schakelen Schiphol voor de rest van de oorlog uit als basis voor de Duitse luchtmacht.
- Bloedbad van Kalavryta: In represaille voor steun aan de partizanen wordt het Griekse stadje Kalavryta verwoest en uitgemoord.
- De Sovjets beginnen een offensief gericht op Haradok.

14 december
- De Russen bevrijden Tsjerkasy.

15 december
- Wilhelm Langheld, Hans Ritz, Reinhard Retzlaff en Mikhail Bulanov, gevangen genomen bij de bevrijding van Kharkiv, worden door een Sovjet militair tribunaal ter dood veroordeeld voor hun rol in de genocide van Joden en andere burgers in Oekraïne.
- Amerikaanse landing op Nieuw-Brittannië.

16 december
- De RAF bombardeert Berlijn. 720 personen komen om, en de railinfrastructuur rond Berlijn wordt zwaar beschadigd. Zware mist bij terugkomst in Groot-Brittannië leidt tot verlies van diverse vliegtuigen met bemanning.

21 december
- De geallieerden trekken Ortona binnen en beginnen zware gevechten met de Duitsers aldaar.

22 december
- Overdracht aan Syrië en Libanon van de bevoegdheden die tot nu toe door Frankrijk werden uitgeoefend.

23 december
- De RAF bombardeert Berlijn.

24 december
- Dwight D. Eisenhower wordt benoemd tot opperbevelhebber van de Supreme Headquarters Allied Expeditionary Force (SHAEF).
- De Sovjets nemen Haradok in.
- Het Rode Leger gaat opnieuw in de tegenaanval ten westen van Kiev en bereikt nog dezelfde dag Brusyliv.

26 december
- Ter hoogte van de Noordkaap wordt het Duitse slagschip Scharnhorst door eenheden van de Britse marine tot zinken gebracht.

28 december
- Operatie Schneesturm, de Duitse actie tegen de Joegoslavische partizanen, wordt beëindigd. De Duitsers beëindigen hun pogingen het grootste deel of het geheel van de Partizanen te omsingelen en te verslaan, de strijd in Joegoslavië verandert in een 'normale' wederzijdse strijd om strategische posities te veroveren en te verdedigen.
- Begin van de deportatie van alle Kalmukken naar Siberië.
- De Canadezen nemen Ortona in.

29 december
- De Royal Airforce bombardeert Berlijn.

30 december
- De Sovjets bevrijden Kozjatyn.

31 december
- Zjytomyr door het Rode Leger heroverd.